# Pavimento del Duomo di Siena
(Giorgio Vasari, Le vite de' più eccellenti pittori, scultori e architettori, Domenico Beccafumi e Maestro di Getti, 1568)

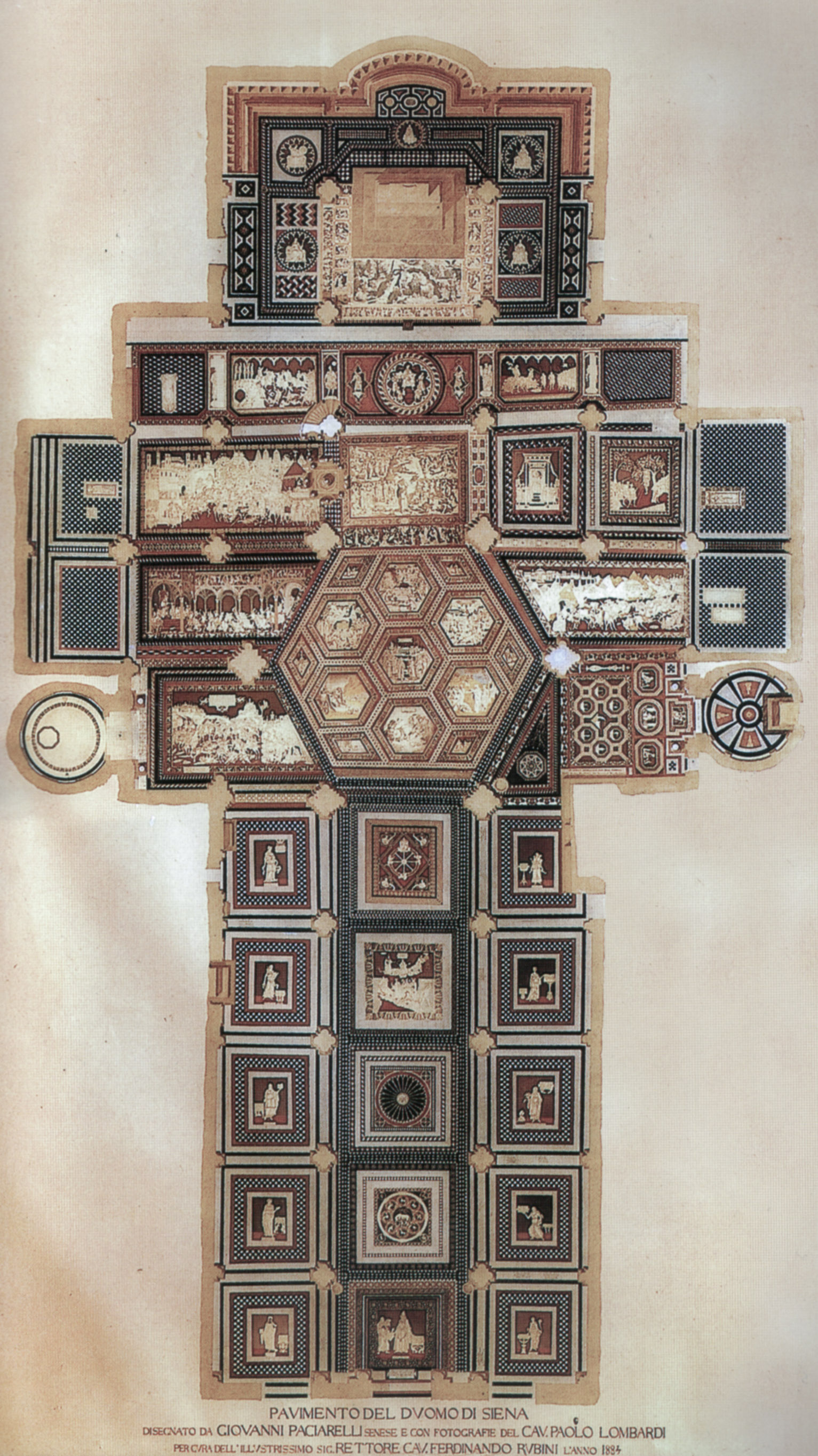
Giovanni Paciarelli, schema del pavimento del Duomo di Siena, 1884

Il pavimento del Duomo di Siena è uno dei più vasti e pregiati esempi di un complesso di tarsie marmoree, un progetto decorativo che è durato cinque secoli, dal Trecento all'Ottocento. Come per la fabbrica della cattedrale, anche il pavimento si intreccia indissolubilmente con la storia stessa della città e della sua arte: per questo nei secoli i senesi non hanno lesinato risorse per la sua creazione prima e per la sua conservazione poi. Composto da più di sessanta scene, è generalmente coperto nelle zone di maggior frequentazione da fogli di masonite, tranne una volta all'anno, per circa due mesi, tra la fine di agosto e la fine di ottobre.

## Storia
La tradizione vuole che l'invenzione della decorazione marmorea spetti al caposcuola della pittura senese Duccio di Buoninsegna, anche se non esiste alcuna prova documentaria di ciò. Le più antiche testimonianze legano l'inizio dei lavori al pavimento a un periodo successivo, verso il 1369, quando sono ricordati dei pagamenti ad artefici pressoché sconosciuti (Antonio di Brunaccio, Sano di Marco, Francesco di ser Antonio) per la realizzazione dei primi episodi figurati nel pavimento. In via ipotetica si crede che le prime rappresentazioni possano essere legate a riquadri della navata centrale come la Ruota della Fortuna e la Lupa senese circondata dai simboli delle città alleate (del 1373), poi completamente rifatti nei secoli successivi.

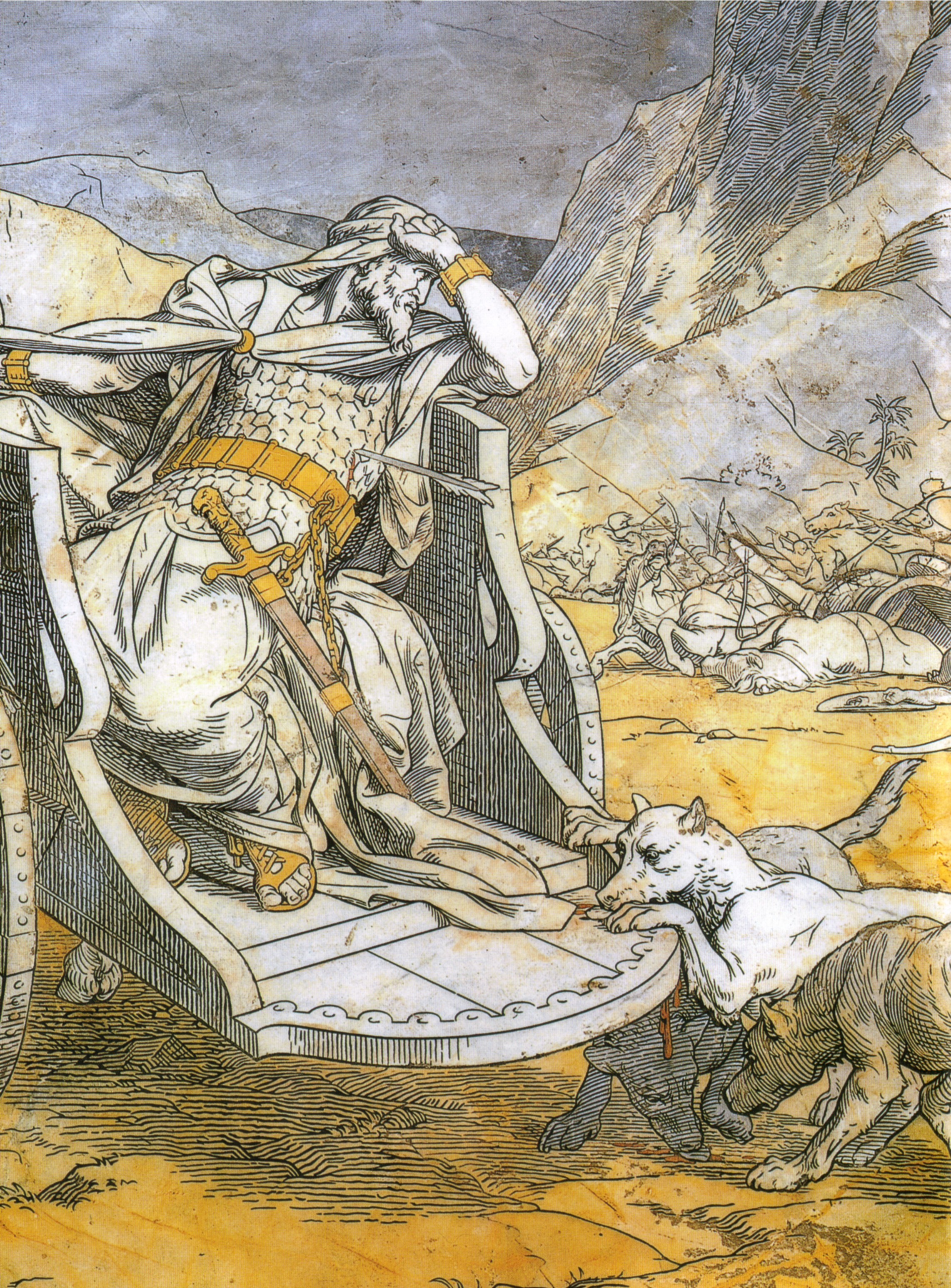
Alessandro Franchi, Acab ferito a morte (1878), una delle ultime storie ad essere completata

Per trovare una notizia certa su un pannello ancora oggi identificabile si deve attendere il 13 marzo 1406, quando vennero pagati un certo Marchese di Adamo da Como e i suoi aiuti per l'esecuzione di una "ruota" davanti alla porta della sagrestia, ovvero del tondo raffigurante la Fortezza (che pure venne completamente rifatto nel 1839). Già da quel periodo si ha testimonianza del fatto che artisti di fama fornissero cartoni ai maestri specialisti che realizzavano poi la tarsia; tra questi: Domenico di Niccolò, intagliatore e capomastro del Duomo, il Sassetta e Domenico di Bartolo. Seguirono poi, nel corso del Quattrocento, Pietro del Minnella, pure capomastro della cattedrale, Antonio Federighi, Urbano da Cortona, Francesco di Giorgio Martini, Neroccio di Bartolomeo de' Landi, Matteo di Giovanni, Giovanni di Stefano (figlio del Sassetta), Benvenuto di Giovanni e, segnatamente, Luca Signorelli. Nel Cinquecento si registrano ancora i contributi di Guidoccio Cozzarelli, Pinturicchio e, soprattutto, Domenico Beccafumi.
Quest'ultimo lavorò alacremente ai cartoni per le tarsie del presbiterio tra il settembre 1521 e il febbraio 1547, introducendo tecniche espressive di grande innovazione, con un risultato del tutto paragonabile ai grandi cicli pittorici dell'epoca.
A metà del Cinquecento il cantiere del pavimento raggiunse così un quasi completo assetto, esaurendo la fase definibile come "classica", a cui seguirono un continuo lavoro di restauro con aggiunte minori e, soprattutto, la sostituzione dei pannelli ormai consunti dall'uso con copie. Nel 1780 la zona davanti alla Cappella del Voto, opera berniniana, venne decorata dalle figure della Religione e delle Virtù teologali disegnate da Carlo Amidei e messe in opera da Matteo Pini. Tali opere non raggiunsero però un apprezzamento sufficiente e vennero rifatte, circa novant'anni dopo, da Alessandro Franchi.
Il XIX secolo si produsse con vasti restauri e integrazioni. Nel 1859 Leopoldo Maccari rifece in parte la Storia della Fortuna di Pinturicchio e il riquadro del Federighi con le Sette età dell'uomo, sotto la direzione di Luigi Mussini, massimo esponente in Italia della corrente purista. Nel 1878 il Franchi, coadiuvato ancora dal Mussini, disegnò i cartoni per alcuni episodi integrativi, sotto l'esagono della cupola, sostituendo Tre parabole e le Storie di Elia ormai pressoché cancellate. Si tratta di aggiunte che generalmente godono del favore della critica, per la loro "puristica lindura", come le definì Enzo Carli, efficaci nel disegno e nella misurata forza drammatica.

## Tema generale

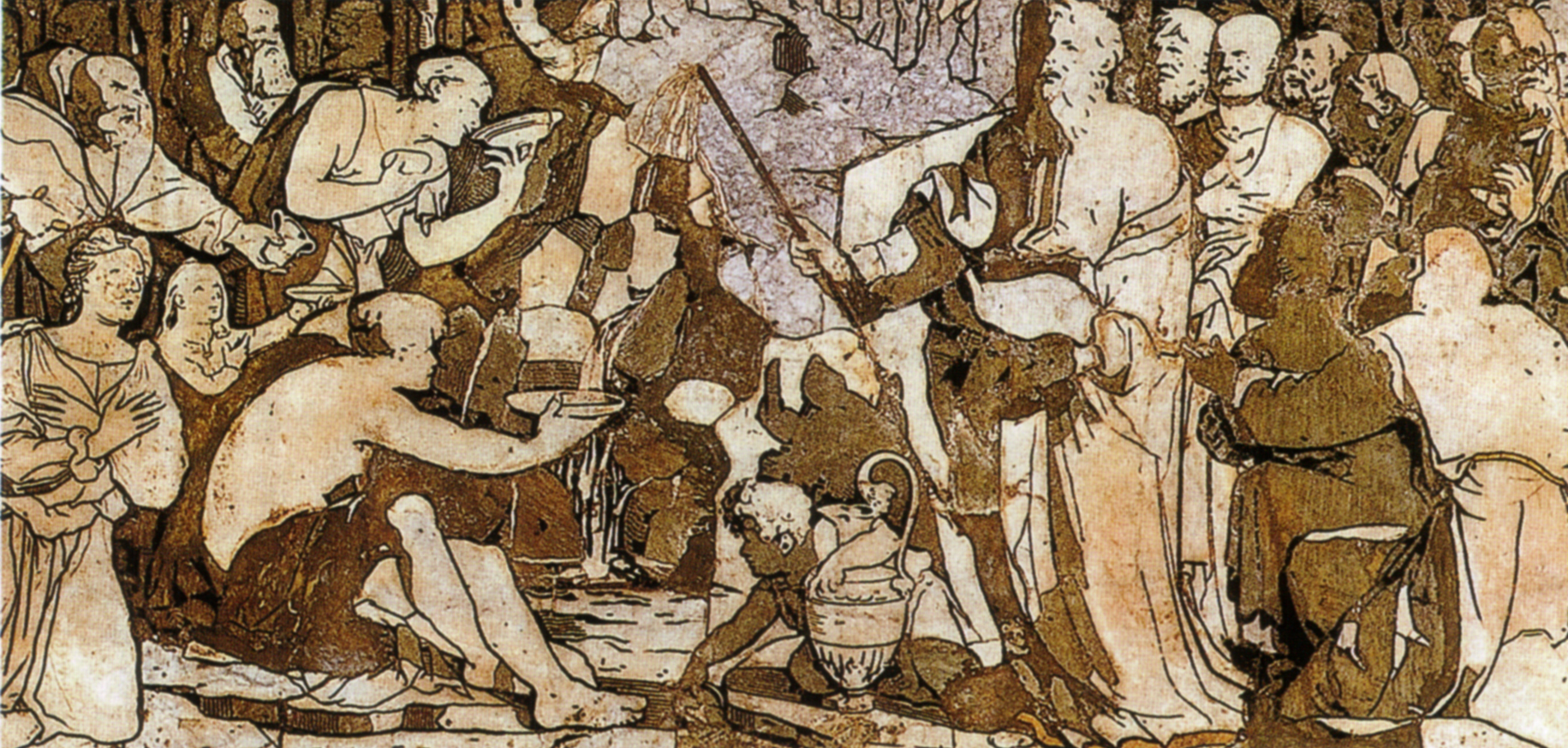
Beccafumi, Mosè fa scaturire l'acqua dalla rupe di Horeb (1524-1525), dettaglio

Il tedesco Friedrich Ohly (1977, tradotto nel 1979) fu il primo ad occuparsi del pavimento nel suo insieme, ricercando una tematica comune che legasse i vari episodi, ipotizzando la presenza di un programma figurativo portato avanti nei secoli dai diversi artisti succedutisi alla decorazione. Arrivò alla conclusione che ogni scena fa parte di una rappresentazione della Salvezza nei vari aspetti. Il tutto ha inizio dalle figure sul sagrato esterno (simbolo di ebrei e pagani), che sono escluse dalla salvezza e quindi restano fuori dall'edificio sacro, e dai tre ordini dei presbiteri che introducono il fedele mediando la sua partecipazione alla rivelazione divina.
All'interno, davanti al portale centrale, Ermete Trismegisto simboleggia l'inizio della conoscenza terrena, quella del mondo antico, con un libro che simboleggia Oriente e Occidente, nonché riporta parole legate alla creazione del mondo. Segue un richiamo alla storia e al luogo, con le storie che simboleggiano Siena e le sue imprese, oltre che i suoi alleati, e una rappresentazione della Fortuna che regge le sorti umane (Allegoria del colle della Sapienza e Ruota della Fortuna). Nelle navate laterali le Sibille prefigurano la venuta di Cristo, e ricordano le varie zone del mondo conosciuto.
Una nuova fase del mondo è rappresentata nel transetto, con le storie bibliche che sono già ambientate nell'epoca della rivelazione. L'esagono centrale mostra scene di sacrificio, in stretta connessione con la rievocazione eucaristica che viene celebrata sull'altare. Ai lati invece le imprese militari del popolo ebraico, con l'inclusione della Strage degli Innocenti per il contenuto cruento assimilabile.
Varie partizioni numerologiche vennero segnalate dall'Ohry (sette, cinque), che alluderebbero a vari significati teologici. Seguono poi le storie di Elia, il profeta, e di Mosé, il legislatore, con il popolo ebraico in cammino che simboleggia il pellegrinaggio del visitatore della cattedrale. Le Storie di Davide concludono le serie bibliche, e prefigurano simbolicamente Gesù, il pacificatore.
Non rientrano nel disegno generale le Virtù nel transetto destro, opere tardo-settecentesche, nate quando ormai l'intero significato dello svolgimento delle storie si era evidentemente perso.

## Descrizione

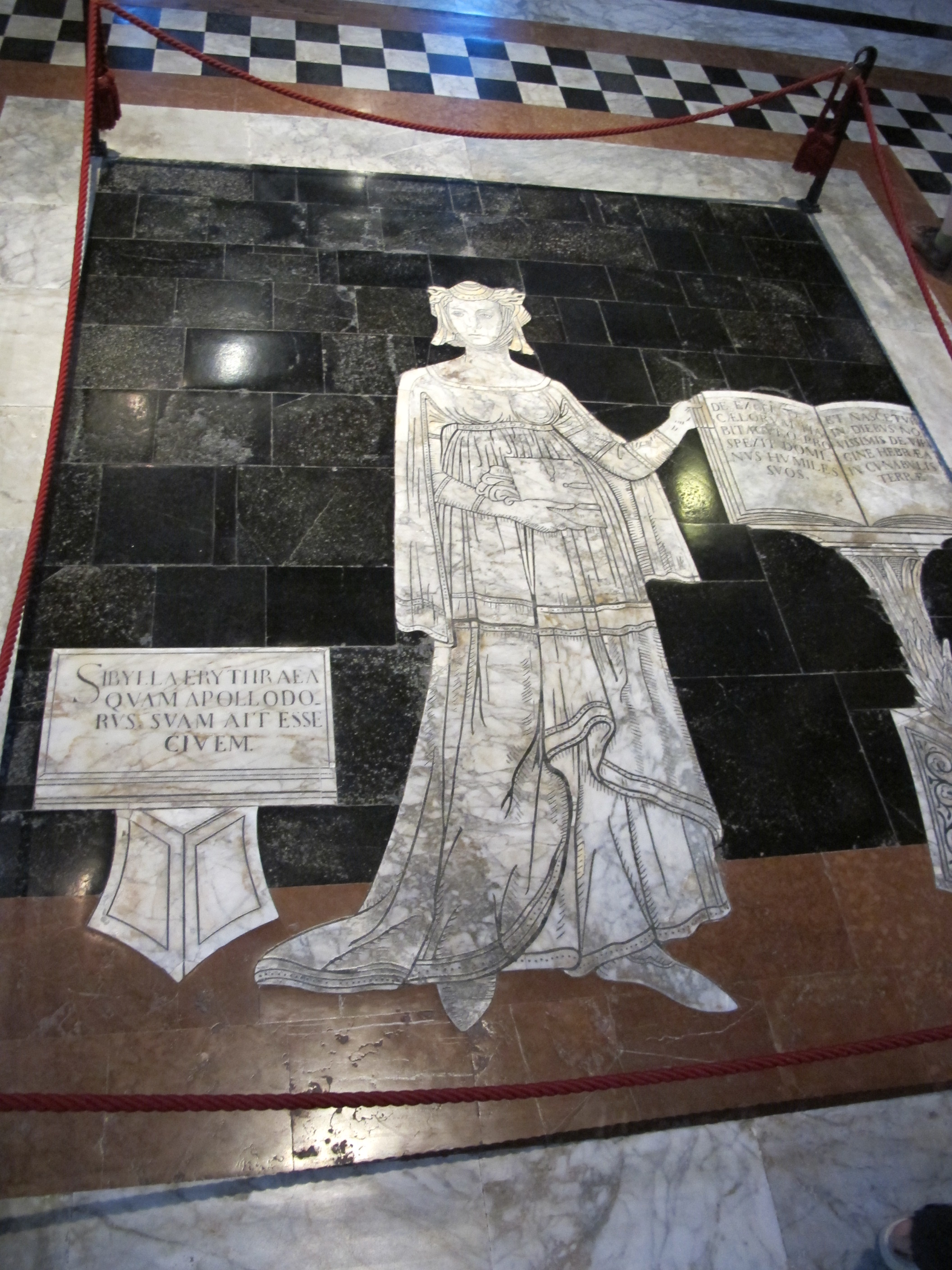
Sibilla Eritrea

### Sagrato
Sulla piattaforma al culmine dei gradini di piazza del Duomo, davanti ai portali, si trovano i primi intarsi marmorei, con la rappresentazione del Fariseo e del Pubblicano simbolo, rispettivamente, di ebrei e pagani, cioè i non-cristiani, che non hanno diritto di entrare nel tempio ed assicurarsi la Salvezza. Davanti ai portali si trovano poi le Cerimonie dell'iniziazione di Nastagio di Gaspare (1450 circa, oggi in copia), con un diacono, un sacerdote e un vescovo, depositari dell'ordinazione, che anticipano la sacralità dell'edificio.

### Le Sibille
Nell'antichità classica, la Sibilla era una vergine dotata di virtù profetiche in quanto ispirata da un dio, di solito Apollo. Le loro rappresentazioni si trovano lungo le navate laterali, come simboli della rivelazione di Cristo attraverso loro per l'umanità antica. Esse sono originarie dei vari paesi del mondo conosciuto (sono divise in tre gruppi, ioniche, italiche e orientali), e indicano l'universalità del messaggio cristiano.
La commissione delle loro figure risale al biennio 1482-1483 da parte del rettore Alberto Alberighi, e vi attesero vari artisti, rispettando uno stile comune, con le figure lavorate generalmente in marmo bianco su sfondo scuro e incorniciate da un motivo a scacchiera. Poggiano su un piano color mattone e sono accompagnate ciascuna da iscrizioni che ne facilitano l'identificazione e da simboli che chiariscono le loro rivelazioni su Cristo e sulla sua vita. Le profezie sono spesso tratte dall'opera apologetica dei primi secoli cristiani, il Divinae institutiones di Lattanzio.
Stilisticamente le sibille rappresentano un insieme omogeneo e ricordano statue classicheggianti, che contornano elegantemente le allegorie più complesse della navata centrale. Solo alcune hanno subito rifacimenti nel corso dei secoli.

#### Navata destra
| IMG             | Sibilla             | Autore | Anno       | Restauro  | Descrizione |
| --------------- | ------------------- | --- | ---------- | --------- | --- |
| Sibilla Delfica | Delfica (ionica)    | Giovanni di Stefano o Antonio Federighi (disegno, attr.), Giuliano di Biagio e Vito di Marco (esecuzione) | 1482 circa | 1866-1869 | La prima sibilla si trova di fronte alla porta di destra della facciata ed è opera degli scalpellini Giuliano di Biagio e Vito di Marco (circa 1482), con importanti rifacimenti nel 1866-1869, essendo molto consunta per la sua posizione. Il disegno è attribuito dal Carli a Giovanni di Stefano, figlio del Sassetta, o ad Antonio Federighi. Essa è drappeggiata in maniera complessa ed ha una posa statica, mentre con la destra regge il cartiglio con la scritta ipsum tuum cognosce deum, qui dei filius est («Conosci il tuo stesso Dio, che è il Figlio di Dio»), allusione alla seconda natura divina. Sotto la scritta si vede una sfinge ad ali aperte. Con la sinistra tiene un corno decorato dal quale escono fiamme. Sotto i suoi piedi, un cartiglio ne riporta il nome ed il fatto che sia menzionata da Crisippo. |
| Sibilla Cumea   | Cumea (ionica)      | Giovanni di Stefano (disegno, attr.), Vito di Marco e Luigi di Ruggiero detto l'Armellino (esecuzione)    | 1482 circa | 1866-1869 | Segue nella navata destra e il suo nome deriva dalla città di Cuma eolica nell'Eolide, da non confondere con la Sibilla Cumana che viveva invece a Cuma in Campania. Qui è rappresentata come una donna anziana dall'aspetto agitato, con i capelli sciolti e sparsi sulle spalle. Tiene in mano un cartiglio. Si legge: et mortis fatum finiet, trium dierum somno suscepto tunc a mortuis regressus in lucem veniet primum resurrectionis initium ostendens («Egli porterà a termine il destino di morte dopo un sonno di tre giorni. Poi, di ritorno dai morti, verrà alla luce mostrando per la prima volta l'inizio della Resurrezione»): evidente allusione alla Resurrezione. Dietro ad essa due angioletti reggono una targa col nome della sibilla. La realizzazione è riferita a Vito di Marco e Luigi di Ruggiero detto l'Armellino, su disegno attribuito a Giovanni di Stefano. |
| Sibilla Cumana  | Cumana (italica)    | Giovanni di Stefano                                                                                       | 1482       | 1866-1869 | La terza sibilla, famosa per essere stata visitata da Enea, è invece opera documentata di Giovanni di Stefano, come ricorda un pagamento al 19 luglio del 1482. Ricordata da Virgilio nella quarta ecloga, fu celebre nel medioevo come preannunciatrice della venuta di Cristo. L'iscrizione retta da due angioletti in volo deriva infatti da Virgilio: ultima cumaei venit iam carminis aetas magnus ab integro saeclorum nascitur ordo iam redit et virgo, redeunt saturnia regna, iam nova progenies caelo demittitur alto («È ora sopraggiunto l'ultimo periodo del carme cumano, un grande ordine delle età è rinato, ora ritorna la Vergine; ritornano i regni di Saturno. Ora una nuova progenie è inviata dall'alto del cielo»). Appare come un'anziana donna, di una certa severità, con un velo che le cinge il capo. Con la mano destra regge il ramo di vischio della narrazione virgiliana, e con la sinistra stringe a sé tre libri. Altri sei, i Libri sibillini distrutti nella leggenda di Tarquinio, bruciano impilati sul terreno alla sua destra. |
| Sibilla Eritrea | Eritrea (ionica)    | Antonio Federighi (disegno)                                                                               | 1482       | 1866-1869 | Questa sibilla si dice nativa d'Erythre, nella Lidia in Anatolia (e non della regione africana). Per la sua figura fu pagato Antonio Federighi il 19 luglio 1482, ed oggi è quasi completamente rifatta. Niente comunque ricorda lo stile dello scultore senese, se non la firma ai piedi del leggio. Lattanzio le attribuisce il famoso acrostico che annuncia la venuta di Cristo, riportato nei Libri sibillini. Qui la si dipinge come un'alta signora patrizia, dal contegno piuttosto severo, la veste elegante e con un copricapo molto curioso che le fascia parzialmente il viso. La mano destra tiene un volume chiuso, mentre la sinistra si appoggia ad un libro aperto, sostenuto dal leggio intagliato. Sulle pagine di questo libro è riportata la frase: de excelso caelorum habitaculo prospexit dominus humiles suos et nascitur in diebus novissimis de virgine habraea in cunabulis terrae («Dall'eccelsa dimora del cielo Dio ha volto lo sguardo sui suoi umili servi; nascerà negli ultimissimi giorni da una Vergine ebrea nella culla della terra»), vista come profezia della nascita di Gesù. |
| Sibilla Persica | Persica (orientale) | Benvenuto di Giovanni (disegno, attr.)                                                                    | 1483       | 1866-1869 | L'ultima delle sibille della navata destra è l'unica della serie ad essere stata realizzata nel 1483: il 3 ottobre Urbano da Cortona venne pagato per il cartone. Essendo ubicata davanti alla porta del campanile subì molto l'usura e venne ampiamente rifatta tra Sette e Ottocento. È rappresentata come una piacevole donna di mezza età, con la testa avvolta in un semplice velo e vesti con veli svolazzanti. Nella mano sinistra tiene un libro e con la destra indirizza l'attenzione verso una tabella appoggiata su un leggio a base triangolare. Riporta l'iscrizione: panibus solum quinque et piscibus duobus hominum millia in foeno quinque satiabit reliquias tollens xii cophinos implebit in spem multorum («Con cinque pani e due pesci soddisferà la fame di cinquemila uomini sull'erba. Raccogliendo gli avanzi riempirà dodici ceste per la speranza di molti»), che allude alla moltiplicazione dei pani e dei pesci. La profezia attribuitagli è la sola che non tratti della nascita o della redenzione del Cristo. Sotto i suoi piedi, una tabella informa che è Nicarone a dare testimonianza di lei. Enzo Carli, in base alle somiglianze con la Sibilla Albunea, ipotizzò che al disegno abbia contribuito Benvenuto di Giovanni. |

#### Navata sinistra
| IMG                  | Sibilla                       | Autore                                                                                 | Anno       | Restauro  | Descrizione |
| -------------------- | ----------------------------- | -------------------------------------------------------------------------------------- | ---------- | --------- | --- |
| Sibilla Libica       | Libica (italica)              | Guidoccio Cozzarelli (disegno)                                                         | 1483       | 1866-1869 | Si trova davanti al portale della navata sinistra, ed essendo di origine africana è rappresentata con la pelle scura: il volto, il collo, le mani e i piedi di marmo nero producono un effetto notevole. Il capo è velato e coronato da una ghirlanda di fiori. Ha nella mano sinistra un cartiglio srotolato, e tiene in mostra con la destra un libro aperto. Vi si legge: colaphos accipens tacebit dabit in verbera innocens dorsum («Prendendo schiaffi tacerà. Offrirà ai colpi la schiena innocente»). Alla sua sinistra c'è una targa sostenuta da serpenti attorcigliati, dove è impressa la seguente iscrizione: in manus iniquas veniet. dabunt deo alapas manibus in cestis. miserabilis et ignominiosus. miserabilibus spem praebebit («Verrà tra mani ingiuste. Con mani impure daranno frustate a Dio. Miserabile e ignominioso infonderà speranza al miserabile»). Le due iscrizioni alludono alla flagellazione di Gesù. Il disegno è attribuito a Guidoccio Cozzarelli sulla base di una menzione nella Cronaca del senese Tizio, con datazione al 1483. |
| Sibilla Ellespontica | Ellespontica (ionica)         | Neroccio di Bartolomeo de' Landi (disegno)                                             | 1483 circa | 1864-1865 | L'iscrizione sotto i piedi di questa sibilla dice che essa nacque sul suolo troiano e che fu, secondo alcuni, contemporanea di Ciro. La figura è aggraziata, ma dà l'idea di proporzioni in qualche modo gigantesche. La fisionomia assorta e la composta eleganza rimandano allo stile di Neroccio di Bartolomeo de' Landi, con datazione al 1483. I capelli, coronati da un diadema di gioielli, le cadono liberi sulle spalle, anche se parzialmente ripartiti da nastri. Con la mano sinistra sostiene un libro semiaperto. La sua veste è appena trattenuta alla vita da una piccola cintura arricchita di gemme e alla sua sinistra, appoggiata su due colonne, vi è una targa di fronte alla quale siedono un lupo e un leone che si danno amichevolmente la zampa: si tratta forse di un'allusione al trattato tra Siena e Firenze; un'altra interpretazione vede i due animali simbolo rispettivamente di giudei e pagani redenti dal sacrificio divino. Un'iscrizione riporta: in cibum fel in sitim acetum dederunt hanc in hospitalitatis mostrabunt mensam; templi vero scindetur velum et medio die nox erit tenebrosa tribus horis («Gli dettero fiele per cibo e aceto per la sua sete; gli mostreranno questa mensa d'inospitalità. In verità il velo del Tempio si squarcerà e nel mezzo del giorno vi sarà notte buia per tre ore»), che allude ai momenti finali della vita di Gesù e alla sua morte sulla croce.                                                                                         |
| Sibilla Frigia       | Frigia (ionica)               | Benvenuto di Giovanni (disegno, attr.), Luigi di Ruggiero e Vito di Marco (esecuzione) | 1483 circa | 1864-1865 | Dalla tabella che la accompagna è possibile apprendere che questa sibilla, di cui si hanno poche notizie in generale, profetizzava ad Ancira. Attribuita a Benvenuto di Giovanni (1483, come le altre di questa zona), si presenta vestita nel modo che possiamo supporre l'artista intendesse per abbigliamento frigio o semiorientale. Con la mano sinistra tiene sollevato un libretto aperto che riporta l'iscrizione: solus deus sum et non est deus alius («Io sono il solo Dio e non c'è un altro Dio»). La sua destra indirizza l'attenzione verso una targa sopra due supporti a forma di lira, tra i quali appaiono torsi e teste di figure nude supplicanti, che sembrano emergere da una tomba. Ancora un'iscrizione riporta: tuba de caelo vocem luctuosam emitet tartareum chaos ostendet dehis cens terra veniet ad tribunal dei reges omnes deus ipse iudicans pios simul et impios tunc denum im pios in ignem et tenebras mittet qui autem pietatem tenet iteru vivent («La tromba emetterà dal cielo un suono funereo. La terra aprendosi farà scorgere il caos tartareo. Tutti i re compariranno innanzi al tribunale di Dio. Dio stesso giudicando contemporaneamente i pii e gli empi, solo allora getterà gli empi nel fuoco delle tenebre. Coloro che invece conserveranno la rettitudine, vivranno di nuovo»), riferibile al Giudizio finale. L'attribuzione tradizionale indicava come autori Luigi di Ruggiero e Vito di Marco, che più probabilmente furono invece i meri esecutori del progetto. |

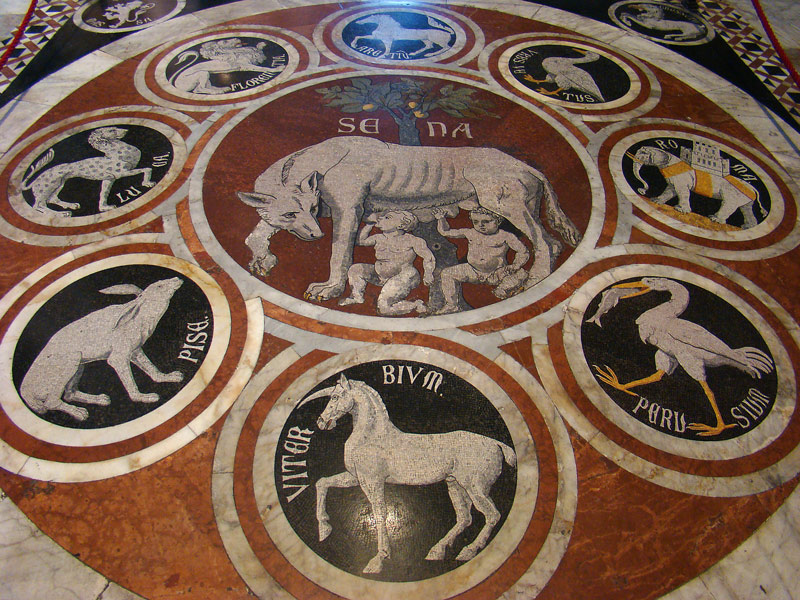
La Lupa senese

| Sibilla Samia        | Samia (ionica)                | Matteo di Giovanni (disegno)                                                           | 1483       | 1864-1865 | Questa sibilla fece di Samo la sua principale dimora, sebbene fosse nata nella Troade; a darci conto di lei fu Eratostene di Cirene. Firmata da Matteo di Giovanni, è datata sul supporto della tabella 1483. Raffigurata come una principessa slanciata, con i drappeggi e i nastri della chioma svolazzanti, regge nella mano sinistra un volume aperto, dalla ricca legatura. Un tratto curioso e caratteristico del lavoro di Matteo emerge evidente nella graziosa testa di cherubino ad ali spiegate che chiude una cintura attorno alla sua veste sotto i fianchi. La tabella accanto a lei, sorretta da due figure dalla testa leonina, contiene la scritta: tu enim stulta iudaea deum tuum non cognovisti lucentem mortalium mentibus sed et spinis coronasti orridum que fel miscuisti («Poiché tu, stolta giudea, non hai riconosciuto il tuo Dio, risplendente nelle menti degli uomini. Ma lo hai coronato di spine e hai versato per lui del fiele amarissimo»), un riferimento allo scetticismo degli ebrei nel riconoscere il Cristo. |
| Sibilla Frigia       | Tiburtina o Albunea (italica) | Benvenuto di Giovanni (disegno)                                                        | 1483       | 1864-1865 | Ultima della navata sinistra, venne messa in relazione (da Pecci, 1752), con un pagamento a Benvenuto di Giovanni datato 18 maggio 1483 per il disegno di una figura di tale soggetto. Fu restaurata tra il 1864 e il 1865. Figura elegante e slanciata, con un atteggiamento di composta monumentalità, tipico dell'artista; è vestita di un ricco panneggio, con veli svolazzanti ai lati e un copricapo appuntito; il motivo dinamico dei veli è rallentato dalla simmetria, valorizzando la quieta statuarietà della figura. Nella tabella legata a un cherubino in alto a destra si legge: nascetur Christus in Bethlehem, annunciabitur in Nazareth regnante tauro pacifico fundatore quietis. o felix Mater cuius ubera illum lactabunt («Cristo nascerà a Betlemme e sarà annunciato a Nazareth, sotto il regno del toro pacifico fautore della pace. O madre felice i cui seni lo allatteranno»). |

### Navata centrale
La zona sotto le arcate della navata centrale fu probabilmente la prima ad essere decorata, forse dapprima a mosaico e poi col sistema del commesso in marmo (opus sectile) che si affermò per tutto il pavimento della cattedrale.
Oltre agli intarsi in marmi di diverso colore, le figure venivano poi solcate a graffito lungo i contorni poi riempiti di pece, per far risaltare piccoli segni scuri.
La consunzione lungo il passaggio centrale ha fatto sì che nessuna delle figure sia oggi originale, ma i rifacimenti nei secoli dovettero essere piuttosto fedeli, se venne mantenuta anche la tecnica originaria del mosaico in quella che è forse la scena più antica, la Lupa senese attorno ai simboli delle città alleate.
Questa zona, a parte la figura dell'Ermete Trismegisto, stilisticamente affine alle sibille, è caratterizzata da rappresentazioni allegoriche, piuttosto che figure o scene narrative, a sottolineare l'ampio respiro del messaggio di questa importante parte dell'edificio.
| IMG | Soggetto                                         | Autore                                                 | Anno       | Restauro  | Descrizione |
| --- | ------------------------------------------------ | ------------------------------------------------------ | ---------- | --------- | --- |
|     | Ermete Trismegisto                               | Giovanni di Stefano (attr., disegno)                   | 1488       | ?         | La prima scena davanti al portale centrale, dove si trova anche l'iscrizione castissimum virginis templus caste memento ingredi, raffigura Ermete Mercurio Trismegisto, sapiente egizio che è ricordato come depositario dell'intera sapienza antica, quindi simbolo dell'inizio della conoscenza terrena. Il copricapo del sapiente è una rivisitazione dell'elmetto alato di Mercurio. Come spiega il cartiglio ai suoi piedi era considerato contemporaneo di Mosè: hermis mercurius trismegistus contemporaneus moysi. È rappresentato come un saggio orientale raffigurato nell'atto di offrire ad altri due uomini con la mano destra un libro, mentre con la sinistra si appoggia ad una citazione scritta su una lapide sostenuta da due sfingi alate. I due uomini, che compiono un atto di deferenza, potrebbero essere forse le tipizzazioni dei saggi d'Oriente e d'Occidente. Nella tabella si legge deus omnium creator secum deum fecit visibilem et hunc fuit primum et solum quo oblectatus est et valde amavit proprium filium qui appellatur sanctum verbum. È un'allusione alla creazione, avvenuta tramite il "sanctum Verbum" e questa profezia è un brano del Pimander, uno dei testi del Corpus hermeticum. Sulle pagine del libro è invece riportato: suscipite o licteras et legis egiptii, un riferimento all'Egitto come sede dell'antica sapienza, a cui alludono probabilmente anche le due sfingi. Nel volume sono descritte le funzioni principali di Ermete: legislatore, inventore della scrittura, filosofo e sacerdote. L'opera è datata al 1488 ed è attribuita a Giovanni di Stefano, in base alle analogie con la Sibilla Cumana. |
|     | La Lupa senese tra i simboli delle città alleate | Ignoto (rifatto da Leopoldo Maccari)                   | 1373 circa | 1864-1865 | Il secondo riquadro è organizzato attorno a un grande cerchio che contiene una rappresentazione della Lupa senese che allatta i gemelli Seno e Aschio, circondata dagli animali totemici di una serie di città alleate: il cavallo di Arezzo, il leone marzocco di Firenze, la pantera di Lucca, la lepre di Pisa, l'unicorno di Viterbo, la cicogna di Perugia, l'elefante di Roma e l'oca di Orvieto. Si tratta di simboli molto antichi, spesso desueti, e scelti probabilmente per rappresentare un insieme vario: di Roma ad esempio non si sceglie la Lupa capitolina, troppo simile all'emblema senese, che ne è "figlio". Ai quattro angoli si trovano altri tondi con il leone gigliato di Massa Marittima, l'aquila di Volterra, il drago di Pistoia e il grifone di Grosseto. A parte Roma, le città scelte fanno parte idealmente del territorio della Tuscia, comprese le città oggi umbre o dell'Alto Lazio. Questo riquadro è l'unico a mosaico rimasto, ne restano brani originali assai consunti nel Museo dell'Opera del Duomo. Si fa risalire addirittura al 1373, compatibilmente con le scritte gotiche della rappresentazione. Di autore ignoto, venne rifatto nel 1864-1865 da Leopoldo Maccari. |
|     | L'aquila imperiale                               | Ignoto                                                 | 1374 circa | post 1865 | La rappresentazione è di carattere più decorativo e rappresenta una ruota, o meglio un grande rosone di cattedrale, fatto di colonnette e archi ogivali. Al centro campeggia l'aquila bicipite, emblema del Sacro Romano Impero che ricorda la fedeltà ghibellina della città, la continuità di Siena col mondo romano, e l'importanza del supremo potere civile del medioevo. Stilisticamente, sebbene il riquadro sia stato completamente rifatto nell'Ottocento, è datato a un periodo immediatamente successivo alla Lupa, per l'uso della tecnica del commesso. |

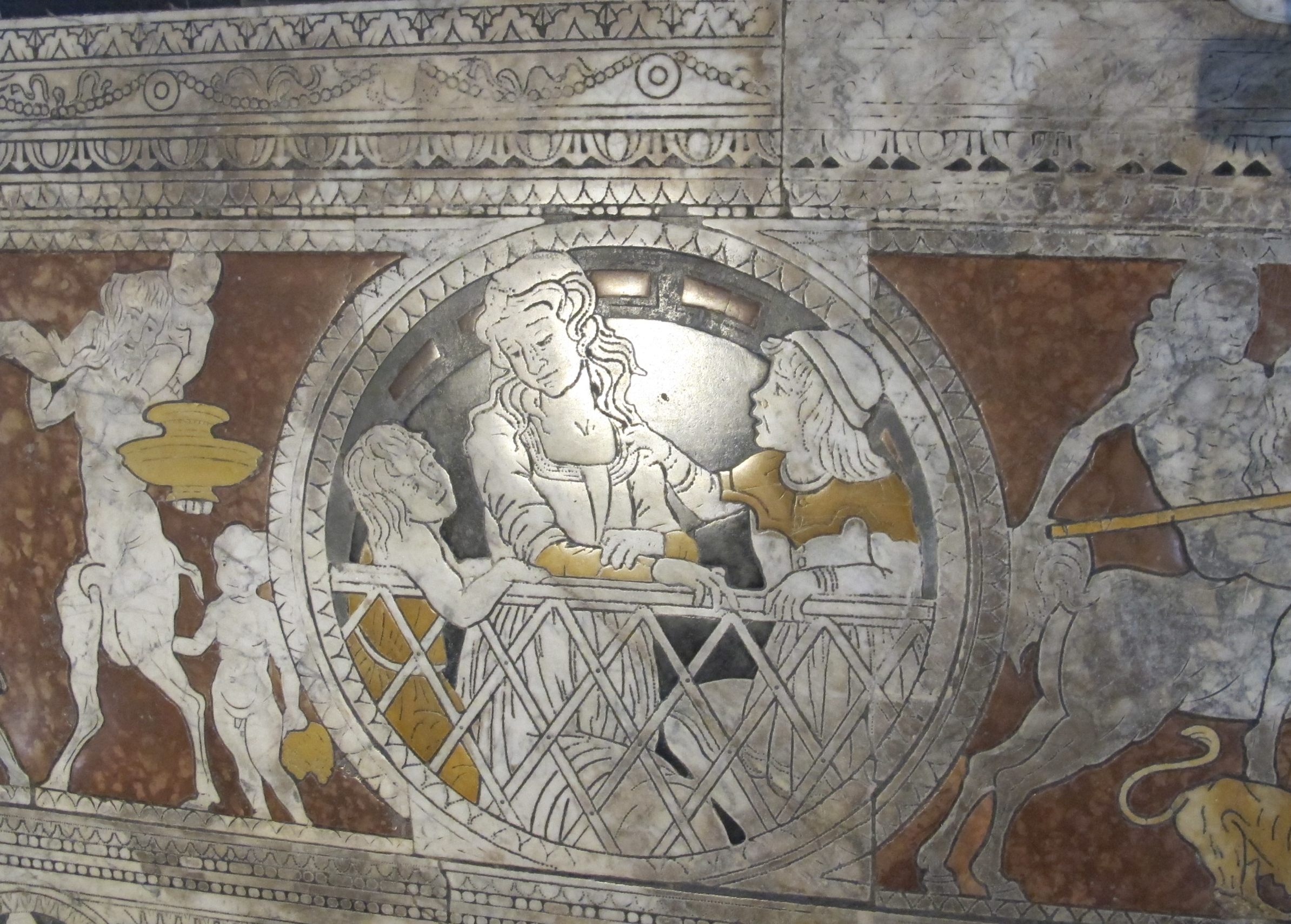
Dettaglio della Strage degli Innocenti

|     | Allegoria del colle della Sapienza               | Pinturicchio (disegno), Paolo Mannucci (realizzazione) | 1505       | 1859      | Il rettore Alberto Aringhieri commissionò questa scena ricca di personaggi al Pinturicchio nel 1505, con l'esecuzione materiale di Paolo Mannucci. Pinturicchio, che venne pagato il 13 o il 15 marzo di quell'anno, stava lavorando contemporaneamente alla Libreria Piccolomini, coadiuvato pare dal giovane Raffaello Sanzio. Il riquadro mostra una complessa allegoria della Fortuna e della Sapienza. La prima è rappresentata come una donna ignuda che tiene un piede su una sfera (simbolo di incostanza) e regge la cornucopia e la vela gonfia dal vento, simbolo di buona riuscita; poggia il piede sinistro su una barca dall'albero spezzato, con la quale un gruppo di saggi sono arrivati al colle della Sapienza, che domina la scena. Essi, attraverso un percorso ripido e costellato da pietre, pianticelle e animali, simboli dei vizi, cercano di arrivare alla sommità del colle, dove siede la Sapienza (o la Quiete), recante in mano un libro e la palma della vittoria. Ai suoi lati Socrate, a cui è destinata la palma (il cui suicidio è visto come un martirio) e Cratete di Tebe, il quale sta svuotando in mare un canestro pieno di gioielli e monete, simbolo della rinuncia alla felicità illusoria della ricchezza materiale. Tutt'attorno il mare si presenta tempestoso. Il messaggio dell'allegoria, di per sé già chiaro (la virtù si può raggiungere ma con fatica) è chiarito anche dal cartiglio sopra la Sapienza: huc properate viri: salebrosum scandite montem pulchra laboris erunt premia palma quies. |
|     | Ruota della Fortuna                              | Ignoto (rifatto da Leopoldo Maccari)                   | 1372       | 1864-1865 | L'ultimo riquadro delle allegorie centrali rappresenta la "Ruota della Fortuna", che lo storico senese Tizio ricorda come eseguita nel novembre 1372. La scena, soggetta a intensa usura per la sua posizione, era già stata rifatta nel Settecento (come ricordò Faluschi) e di nuovo venne completamente sostituita nel 1864-1865 da Leopoldo Maccari. Il soggetto si rifà a un tema caro all'arte medievale, spesso rappresentato sulle facciate delle chiese. La ruota rappresenta le vicende umane, ed è raffigurata come un cerchio retto da otto colonne concentriche sulla sommità del quale si trova un re seduto in trono, con tre figure abbracciate alla ruota alle estremità inferiore, destra e sinistra. Il tutto è racchiuso da una cornice mistilinea che disegna una losanga al centro e quattro esagoni agli angoli, nei quali si trova la rappresentazione di quattro filosofi antichi: Epitteto, Aristotele, Euripide e Seneca. Ciascuno di essi impugna un rotolo con iscrizioni legate al tema della Fortuna. La ruota oggi ha un aspetto legato al purismo ottocentesco, che ben si adatta al complesso del pavimento, ma il suo aspetto originale doveva essere più espressivo, simile forse a un'analoga rappresentazione di Domenico di Niccolò nel coro della cappella del Palazzo Pubblico, in cui i personaggi sono più satirici che moraleggianti, legati al motto che indica il mutare della sorte: "regno, regnabo, regnavi, sum sine regno". |

### Transetto sinistro
Nel vano della crociera, l'ispirazione per le rappresentazioni non sono più i personaggi dell'antichità e le allegorie, ma temi della storia ebraica, quindi del periodo "sub lege", dopo la rivelazione divina. Si tratta di grandi scene, per dimensioni e ricchezza della narrazione, affollata da molti, a volte moltissimi, personaggi, una qualità comune alla maggioranza delle scene della crociera.
Nelle storie bibliche sono presenti precisi riferimenti alla storia locale, un tema particolarmente caro ai senesi. Tale stretta connessione tra vita civile e vita religiosa si manifestò precocemente a Siena, come dimostrano gli affreschi a soggetto storico contemporaneo nel Palazzo Pubblico o, ad esempio, l'invocazione rivolta a Maria "sis causa Senis requiei" ("garantisci la pace a Siena") sull'iscrizione nella Maestà di Duccio di Buoninsegna, già sull'altare maggiore della cattedrale.
Anche su un'opera chiave come il pavimento del Duomo, quindi, non mancano riferimenti al sogno di potenza e grandezza dei senesi, all'epoca il più grande stato in terra toscana, tramite le scene di battaglia del popolo ebraico in cui trasfigurare le proprie vicende.
La presenza della scena evangelica della Strage degli innocenti fu scelta probabilmente per il contenuto cruento analogo alle altre scene, ma è stato notato anche come getti quasi un'ombra di consapevolezza sulla fine gloriosa ma traumatica dell'indipendenza di Siena.
| IMG | Soggetto               | Autore                                                                                        | Anno      | Restauro  | Descrizione |
| --- | ---------------------- | --------------------------------------------------------------------------------------------- | --------- | --------- | --- |
|     | Cacciata di Erode      | Benvenuto di Giovanni (disegno)                                                               | 1485      | 1869-1878 | La prima scena che si incontra è la Cacciata di Erode, grande scena pagata nel 1485 a Benvenuto di Giovanni (restaurata nel 1869-1878), circondata da un pregevole fregio fatto da coppie di leoni affrontati, ideato da Bastiano di Francesco nel 1484. Il soggetto è tratto dalle Antichità giudaiche di Flavio Giuseppe, il cui testo è riportato in una tabella al centro del cielo scuro, retta da quattro angioletti in volo. Al centro la scena è dominata dalla raffigurazione di una battaglia veemente, tema assai raro nella pittura senese. Lo scorcio cittadino a sinistra ricorda da vicino Siena e le sue mura, mentre la rappresentazione in posizione preminente del nido d'aquila attaccato da una serpe, al centro vicino alla rocca, è probabilmente un richiamo agli eventi del 1482, con la cacciata del tiranno Pandolfo Petrucci dalla città. |
|     | Strage degli innocenti | Matteo di Giovanni (disegno) Francesco di Niccolaio e Nanni di Piero di Nanni (realizzazione) | 1481-1482 | 1790      | Nel periodo della "costruzione" di questa parte del pavimento, l'Italia era sconvolta dall'orrore per il terribile sacco e la distruzione d'Otranto del 1480, proprio mentre vi era ospite il Duca di Calabria, che l'anno successivo la liberò dagli invasori. Molte persone furono massacrate e la maggior parte dei bambini furono venduti come schiavi. Lo sgomento fu tanto che il papa Sisto IV richiamò l'attenzione delle città sul disastro, mise in evidenza che nessuna di esse fosse al sicuro e le implorò di mettere da parte le loro contese politiche per unirsi nella causa della reciproca difesa contro i Musulmani. La scena, realizzata dal 1481 e pagata nel 1482, fu realizzata materialmente da Francesco di Niccolaio e Nanni di Piero di Nanni su disegno di Matteo di Giovanni, e restaurata nel 1790 da Matteo Pini e Carlo Amidei. La scena movimentata è ambientata davanti a un portico a forma di ferro di cavallo, sul quale si trova un pregevolissimo fregio di figure duellanti, di sapore classico, e si aprono balconi circolari, dove alcuni spettatori assistono all'evento con aria di compiacenza e di divertimento, come se fossero a teatro. Re Erode sta seduto su uno splendido trono rinascimentale di marmo scolpito, comandando ai suoi soldati la strage. La tecnica è diversa da quella usata nelle navate, con l'uso di un maggior numero di marmi colorati a creare zone d'ombra e di luce, secondo un procedimento che verrà poi perfezionato e che avrà il suo culmine nelle scene disegnate dal Beccafumi. |
|     | Storia di Giuditta     | Francesco di Giorgio Martini o Urbano da Cortona (attr., disegno)                             | 1473      | 1790      | Anche questo riquadro mostra una scena d'ampio respiro, circondata da un fregio "a naspi", e attribuita dalla Cronaca di Tizio a Urbano da Cortona, che vi avrebbe lavorato nel 1473. Studi più recenti, come quello del Carli, hanno invece fatto il nome di Francesco di Giorgio Martini, in base a strette somiglianze, come la figura di Giuditta e le tante giovani ragazze dipinte dal maestro senese, oppure per l'impostazione così "ideale" dello scorcio cittadino. La scena, che venne abbondantemente restaurata nel 1790 da Carlo Amidei e Matteo Pini, narra le vicende di Giuditta di Betulia. Essa, per salvare la propria città, uccide il capo degli assedianti assiri dopo averlo fatto ubriacare nel suo accampamento: è quindi rappresentata mentre, con l'ancella, sta tornando in città con la testa del tiranno in un canestro. Dalle mura, nel frattempo, la cavalleria ebraica si lancia contro i nemici senza comandante, nella battaglia che porterà alla vittoria. Numerose sono le citazioni classiche, soprattutto nelle architetture, ornate da festoni e lapidi con busti di profilo di gusto umanistico. |

### Transetto destro
Nel transetto destro la decorazione pavimentale non è legata prevalentemente alle storie dell'Antico Testamento e presenta una certa varietà di stili e di tecniche usate. A parte le Storie di Assalonne e di Iefte, si incontra infatti la singolare rappresentazione dell'Imperatore Sigismondo, inoltre la zona davanti alla berniniana cappella del Voto (o Cappella Chigi) presenta figure allegoriche risalenti al 1780 (rifatte novant'anni dopo con soggetto identico). L'intera zona, come nel braccio sinistro della crociera, è divisa in tre fasce: quella superiore, divisa a sua volte in due parti, mostra la scena dell'imperatore e la Morte di Assalonne; quella centrale le complesse storie del Sacrificio di Iefte, ricchissime di figure, e quella inferiore è occupata dalle piccole allegorie antistanti la Cappella del Voto, importantissimo santuario cittadino, che per questo sono rivolte verso di esso, non verso la navata come il resto delle storie. All'altezza di quest'ultima fascia, in corrispondenza dell'esagono centrale, si trova un triangolo con decorazioni geometriche.
| IMG | Soggetto                                | Autore                                                                                   | Anno        | Restauro   | Descrizione |
| --- | --------------------------------------- | ---------------------------------------------------------------------------------------- | ----------- | ---------- | --- |
|     | Imperatore Sigismondo coi suoi ministri | Domenico di Bartolo                                                                      | 1434        | 1865 circa | Nel 1431 l'imperatore Sigismondo visitò Siena e i cittadini speravano ardentemente che egli prendesse la loro parte nella guerra contro Firenze: per questo la sua figura si trova tra le scene di guerra, come nume tutelare di un conflitto giudicato imminente. L'imperatore è rappresentato seduto su un trono sotto un'edicola rinascimentale, con una nicchia, un fregio con oculi, colonnine e festoni retti da due putti con scudi araldici dell'aquila bicipite. Sui gradini davanti al trono si trovano sei figure sedute o in piedi, il cui abbigliamento permette di identificarli in dignitari di corte, civili e militari. La scena venne pagata nel 1434 a Domenico di Bartolo ed è un'importante testimonianza dell'aggiornamento alle tematiche rinascimentali in terra senese: l'uso della perfetta prospettiva centrale negli anni '30 è una conquista che in quegli stessi anni nella stessa Firenze era sporadicamente applicato. Il riquadro venne restaurato già nel 1485 e di nuovo nella seconda metà dell'Ottocento. |
|     | Morte di Assalonne                      | Piero del Minella (disegno)                                                              | 1447        | ?          | Incorniciato da archetti pensili trilobati goticheggianti, mostra la punizione di Assalonne, figlio ribelle di Davide, che fuggendo rimase impigliato coi capelli a un albero dove venne raggiunto e ucciso dai partigiani del padre. La vicenda è chiarita dall'iscrizione che corre alla base della scena: absalon vidi pender pe' capelli, poi che fedò la camera paterna, e tucto era 'nflizato di quadrelli. Due gruppi di armigeri stanno attorno alla figura appesa di Assalonne, uniti idealmente dalle linee delle aste delle lance che trafiggono il principe. Lo stile è caratterizzato da una nitida chiarezza compositiva, con alcune stilizzazioni di gusto gotico, come le linee di contorno piuttosto nervose e la stilizzazione della natura, come le foglioline degli alberi rappresentate una ad una. È opera di Pietro del Minnella, capomastro del Duomo già attivo anche a Orvieto, che la realizzò nel 1447. |
|     | Sacrificio di Iefte                     | Neroccio di Bartolomeo de' Landi (disegno, attr.), Bastiano di Francesco (realizzazione) | 1481-1485   |            | La storia di Iefte è narrata nel Libro dei Giudici (11, 29-40) ed è qui incorniciata da un elegante fregio di delfini affrontati, conchiglie e palmette. Sullo sfondo di un ampio paesaggio con in alto una città murata (dalla quale sporgono edifici tipicamente rinascimentali), montagne e un accampamento militare, si svolge la battaglia tra le truppe del giudice ebreo Iefte e gli Ammoniti. Sulla sinistra Iefte con il suo destriero, vestito come un imperatore romano, impartisce ordini ai suoi uomini e vicino a lui si vede un elegante abbinamento di due giovani soldati in conversazione. In secondo piano Iefte rientra in città vittorioso e incontra la figlia, presagendo il sacrificio che aveva promesso a Dio in cambio della vittoria. Nel tempio a pianta centrale, in alto a sinistra, avviene poi la scena sacrificale in adempimento del voto. Il riquadro venne pagato dal 1481 al 1485 allo scalpellino Bastiano di Francesco, su disegno attribuito a Urbano da Cortona o a Neroccio di Bartolomeo de' Landi. Numerosi dettagli sono stati definiti di "neoattica armonia", come lo slancio dei cavalli in battaglia, o il modo di presentare il guerriero moro in primo piano, dettagli riferibili a un gusto archeologizzante che fiorì a Siena nello scorcio del XV secolo. Fino al 1661 questa sezione del pavimento rimaneva davanti alla porta del Perdono. |
|     | Sette età dell'uomo                     | Antonio Federighi                                                                        | 1475        | 1869-1878  | Davanti alla Cappella del Voto si trovano quattro riquadri, tra cui uno riempito completamente di figure geometriche attorno a un giglio; segue un motivo a sei esagoni con losanga al centro, il tutto incorniciato da un fregio con delfini affrontati e una decorazione a traccia. Qui si trovano le rappresentazioni delle Sette età dell'uomo (Infanzia, Fanciullezza, Adolescenza, Gioventù, Virilità e Vecchiaia; nella losanga al centro Decrepitezza), rappresentate da una figura maschile intera e un motivo floreale, tranne la Decrepitezza che si incammina con le stampelle verso una tomba aperta. Dietro ciascuna figura si trova un'iscrizione in capitale epigrafica che indica le varie età. Queste opere vennero rifatte completamente nel 1869-1878 da Leopoldo Maccari e Giuseppe Radicchi, sostituendo gli originali ideati da Antonio Federighi e oggi nel Museo dell'Opera del Duomo. Il Federighi era stato pagato per l'impeciatura finale delle scene il 24 aprile 1475. |
|     | Religione e tre Virtù teologali         | Alessandro Franchi                                                                       | 1870 (1780) |            | La zona immediatamente a ridosso della Cappella del Voto venne decorata solo nel Settecento e si ignora se questa zona nel Quattrocento fosse decorata o meno. Vi sono rappresentate la personificazione della Religione (in un riquadro al centro, in corrispondenza dell'ingresso della cappella) e tre Virtù teologali (in esagoni ai lati e in un ovale al centro), rifacimento ex-novo del 1870 delle figure di analogo soggetto, ma di riuscita non apprezzata, di Carlo Amidei e Matteo Pino risalenti al 1780. I nuovi cartoni vennero forniti dal pittore purista Alessandro Franchi. La Religione indossa l'abito sacerdotale ed ha le ali aperte, reggente il bastone pastorale e le chiavi del Regno dei Cieli, entro un'architettura chiesastica; essa ha il volto velato, a significare l'imperscrutabilità divina. Le virtù rappresentano la Speranza, la Fede e la Carità. La prima, in particolare, è seduta su un sedile di foggia rinascimentale a cui è appoggiata un'ancora ed ha un'espressione ispirata ma senza forzature espressive. |

### Esagono centrale

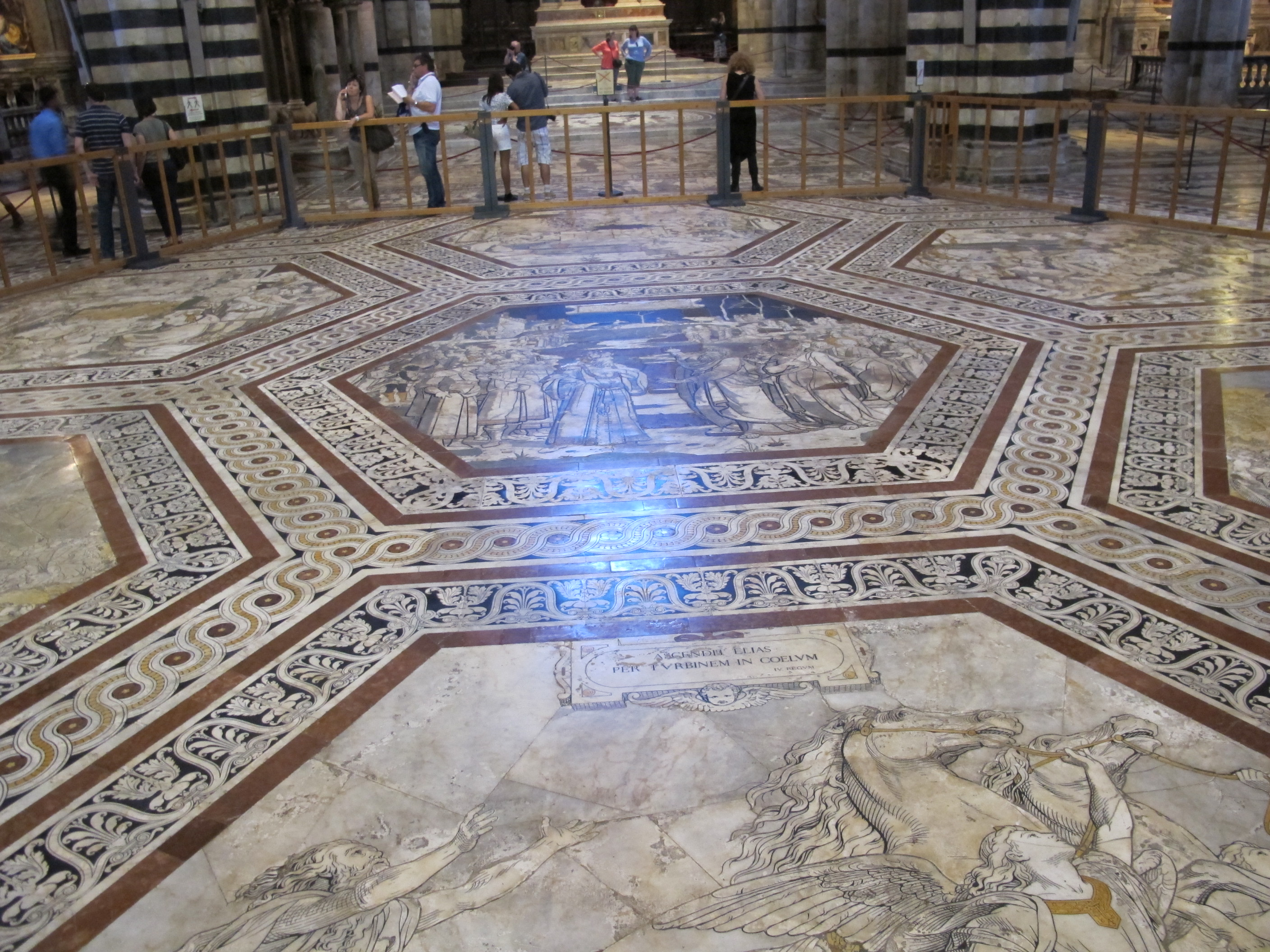
L'esagono centrale

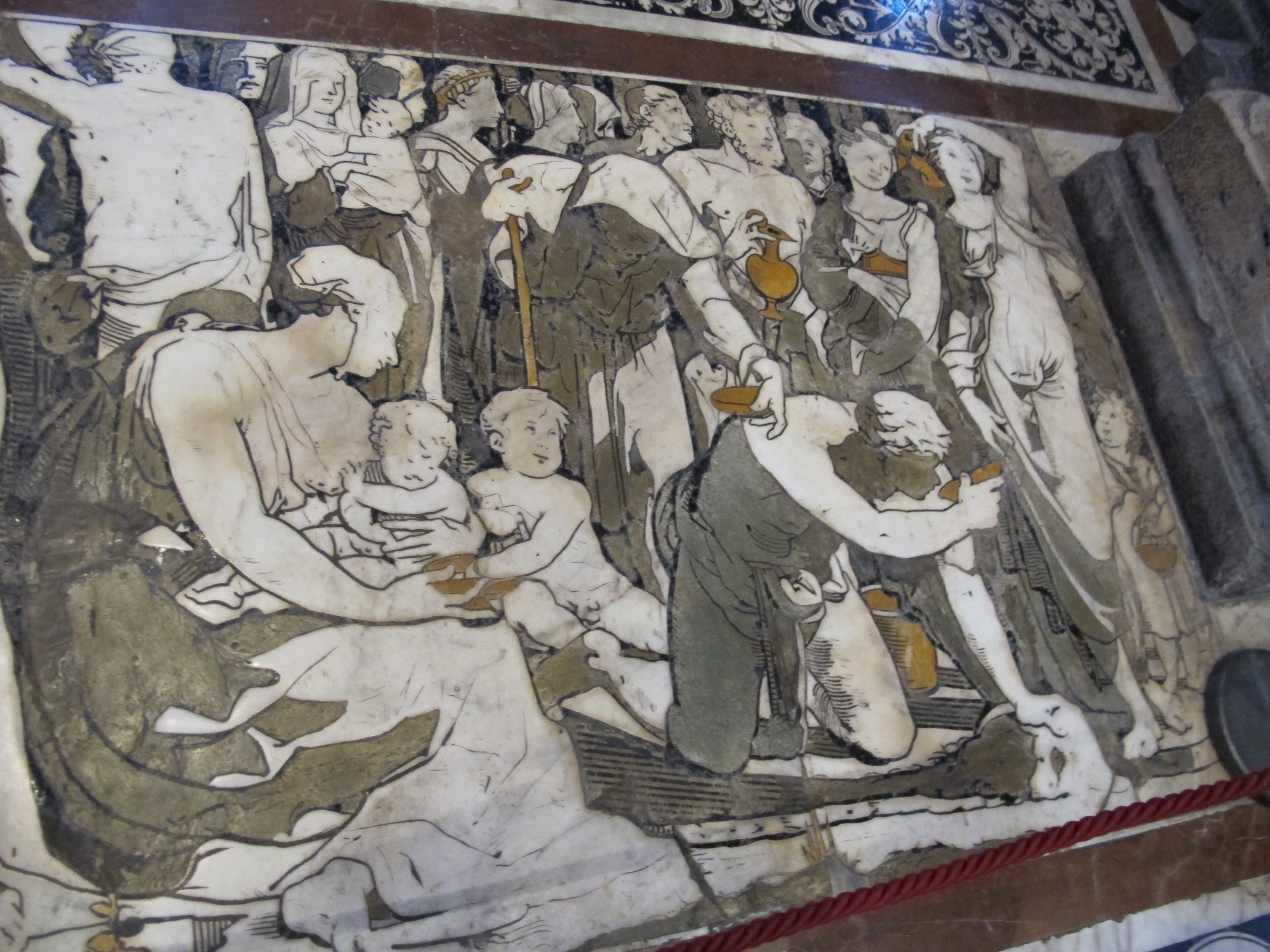
Beccafumi, Mosé che fa scaturire l'acqua dalla rupe di Horeb, dettaglio

Il grande esagono centrale, sotto la cupola, è diviso in altri sei esagoni più un settimo centrale, tutti di dimensioni uguali; inoltre per riempire gli angoli dell'esagono maggiore sono necessari sei riquadri a forma di losanga, variamente orientati. Ogni riquadro è circondato da un'elegante fregio a spirale, con motivi vegetali, e un'ulteriore fascia a intreccio, dovuta al disegno beccafumiano. La lettura delle scene non segue un rigoroso schema logico, ma va da un riquadro all'altro con interruzioni e cambi di senso. Vi si narra il trionfo del profeta sui sacerdoti del dio Baal protetti da re Acab (I Re, 18, 1-40). In base al testo biblico si inizia nella losanga più a destra (Elia nutrito da un corvo nel deserto), per proseguire in senso antiorario nelle losanghe inferiori (Incontro con la vedova e Resurrezione di suo figlio), per poi riprendere nelle losanghe superiori, sempre da destra a sinistra (Elia manda Abdia a chiamare re Acab e Arrivo del messaggero da Acab) e continuare nell'esagono centrale col Patto tra Elia e e Acab. Le storie entrano dunque nel vivo con la sfida tra i sacerdoti di Baal e Elia (esagoni a sinistra superiore e centrale in alto), seguendo l'ultima losanga, quella a sinistra, in cui Elia unge Iehu re d'Israele su indicazione divina. Si riprende quindi con l'esagono destro inferiore (Elia predice la morte di Acab) e quello sinistro inferiore (Acab ferito a morte in battaglia), per terminare in quello centrale inferiore, con Elia rapito dal carro di fuoco.
La storia della decorazione di questa zona è abbastanza complessa: qui anticamente si trovava l'altare principale della cattedrale che già nel XIV secolo venne arretrato e in seguito rifatto da Baldassarre Peruzzi (1532). Al 15 marzo 1375 doveva già essere presente in questa zona del pavimento la Parabola della trave entro una nicchia di forma ogivale a sua volta dentro una cornice esagonale, affiancata dai triangoli della Parabola dei due ciechi di Antonio Federighi (1459) e dell'Obolo della vedova di Domenico di Niccolò (1433). Le precarie condizioni di queste scene richiesero la loro sostituzione nel 1878, quando si prese la decisione di completare piuttosto le Storie di Elia del Beccafumi presenti nelle altre parti dell'esagono. L'incarico venne affidato ad Alessandro Franchi, che rifece anche le altre storie del profeta, opera dell'allievo di Beccafumi Giovan Battista Sozzi (1562).
La presenza di Beccafumi nel cantiere del pavimento inizia dal 1519 proprio con le storie di Elia. Stilisticamente queste scene mostrano influenze di Raffaello (composizioni che ricordano gli arazzi per Leone X) e di Michelangelo (movimenti vigorosi delle figure che appaiono ispirati dalla volta della Cappella Sistina), per cui sono messe in relazione al ritorno dal secondo viaggio a Roma dell'artista.
Se quasi incondizionata è l'ammirazione per le scene di Beccafumi, anche l'opera di Alessandro Franchi ha iniziato a ricevere la dovuta attenzione negli ultimi anni, per l'indubbia qualità compositiva e disegnativa, nonché per la dote di inserirsi senza fratture eccessive nel complesso rinascimentale della decorazione.
| IMG | Soggetto                                | Autore                       | Anno      | Descrizione |
| --- | --------------------------------------- | ---------------------------- | --------- | --- |
|     | Elia nutrito dai corvi nel deserto      | Alessandro Franchi (disegno) | 1878      | Le storie iniziano dalla scene di Elia nutrito dai corvi nel deserto, che gli portano focacce durante il suo esilio impartito da Dio nel tempo di carestia (I Re, 17, 6). La penuria di precipitazioni era stata voluta da Dio che rimproverava al suo popolo di averlo abbandonato in favore del culto del Dio Baal; Elia era infatti l'ultimo dei sacerdoti di Dio, contro i 450 di Baal. Disegnata dal Franchi, mostra un'obiettività distaccata e sintetica, tipica del purismo. |
|     | Elia incontra la vedova nel bosco       | Alessandro Franchi (disegno) | 1878      | Andato verso Sarepta, Elia incontrò una vedova che lo portò a casa sua, dove il profeta compì un miracoloso prolificare del cibo durante la carestia (I Re, 17, 10). Composizione semplice ed efficace del Franchi, è ambientata in una spoglia radura, con i due protagonisti in pose bilanciatamente contrapposte. |
|     | Elia resuscita il figlio della vedova   | Alessandro Franchi (disegno) | 1878      | Dopo la morte del figlio della vedova, in seguito a una malattia, Elia lo risorge per dimostrare alla donna il potere di Dio. Il profeta è rappresentato, fedelmente al testo biblico, mentre si distende sul fanciullo invocando l'Eterno (I Re, 17, 21). Disegnata da Alessandro Franchi mostra una composta rappresentazione della tragedia, con l'ambiente spoglio della stanza del fanciullo ben adeguato all'intensa e al contempo misurata posa del profeta in preghiera. |
|     | Elia ordina ad Abdia di recargli Acab   | Domenico Beccafumi (disegno) | 1519-1524 | Abdia, maggiordomo di re Acab, mentre perlustra il paese su ordine del re, in cerca di erba fresca per alimentare il bestiame, incontra Elia (I Re, 18, 7). Il profeta gli ordina di riferire al re che egli si sarebbe oggi presentato a Gerusalemme. Questa scena è la seguente, di Beccafumi, sono caratterizzate dal meno consueto sfondo di marmo nero, che al Cecchini fece pensare al lavoro dell'allievo Giovanni Battista Sozzini; più probabilmente però la diversità è da attribuire alle ridotte dimensioni dei rombi, come espediente per far risaltare le figure. |
|     | Abdia reca ad Acab il messaggio di Elia | Domenico Beccafumi (disegno) | 1519-1524 | Si vede Abdia che porta il messaggio di Elia a re Acab, invitandolo ad andare incontro al profeta nel luogo stabilito (I Re, 18, 16). Anche questa scena è di Beccafumi e con la precedente formano le uniche losanghe cinquecentesche originali dell'esagono centrale. |
|     | Patto tra Elia e Acab                   | Domenico Beccafumi (disegno) | 1524      | Nell'esagono centrale si vedono le figure di re Acab a sinistra ed Elia a destra, contornati da due ali simmetriche di personaggi. le figure sono alte e slanciate, con abiti eleganti, soprattutto quello regale che è dotato di turbante, larghe maniche e guarnizioni di pelliccia. Elia sta indicando un colle su cui si trova un albero stecchito dalla siccità e dove stanno trascinando due buoi da sacrificare: uno sarò offerto a Baal dai suoi sacerdoti e l'altro a Dio da Elia, così che il re, alla presenza di tutto il popolo, possa vedere quale culto è vero e quale fittizio (I Re, 18, 17-19). Sullo sfondo si vedono le mura della città. Questo fu l'ultimo esagono ad essere eseguito dal Beccafumi, pagato il 18 giugno 1524. Qui l'artista riprese i moduli delle scene quattrocentesche del pavimento, usando un cielo di marmi neri. |
|     | Sacrificio dei sacerdoti di Baal        | Domenico Beccafumi (disegno) | 1519-1524 | I due esagoni successivi mostrano i due sacrifici: quello a Baal, che Elia lascia fare per primo, è reso impossibile per il fuoco che non si accende. I sacerdoti gesticolano attorno all'altare incapaci di compiere il sacrificio, arrivando a ferirsi per commuovere la loro divinità, mentre Elia, nella sua statuarietà monumentale, distende un braccio come a beffarli, esplicitando al popolo l'inutilità del culto pagano (I Re, 18, 25-29). Il riquadro è su disegno del Beccafumi. |
|     | Sacrificio di Elia                      | Domenico Beccafumi (disegno) | 1519-1524 | Il sacrificio di Elia invece ha ben altro risultato, con le fiamme divine che accendono la pira piovendo dal cielo, nonostante questa fosse bagnata e di legna verde. L'evento miracoloso stupisce tutti gli astanti (I Re, 18, 30-39). Elia è rappresentato inginocchiato a sinistra, mentre dall'altro lato i sacerdoti di Baal assistono sgomenti, come suggerisce anche la figura inclinata sullo scalino in primo piano, che fa rovesciare l'anfora con cui era stata bagnata la legna. Il riquadro è su disegno del Beccafumi e spicca per la ricchezza di personaggi, variati nelle pose e negli atteggiamenti, ma tutti ricondotti a uno schema di armoniosa simmetria, di stampo raffaellesco. |
|     | Uccisione dei profeti di Baal           | Domenico Beccafumi (disegno) | 1519-1524 | Elia ordina dunque al popolo di massacrare tutti i sacerdoti di Baal, e il massacro avviene in primo piano con le spade, i bastoni e i sassi. In secondo piano Elia mostra a re Acab come la fine dell'idolatria sia apprezzata da Dio che invia una prima nuvola piovasca (I Re, 18, 40-45). La fine della siccità è testimoniata dall'albero al centro della scena che adesso è rigoglioso (mentre nella scena del Patto era secco). Il disegno di Beccafumi spicca per l'equilibrio compositivo e l'elegante orchestrazione dell'azione. |
|     | Elia unge Iehu re d'Israele             | Alessandro Franchi (disegno) | 1878      | Frattanto Elia, per sfuggire alla vendetta di Gezabele, ripara di nuovo nel deserto e Dio lo invia al deserto verso Damasco, dove incontra Jehu destinato a diventare nuovo re d'Israele; Elia lo unge come richiesto dal Signore (I Re, 19, 15-16). Fu costruita su disegno di Alessandro Franchi, con essenziale semplicità: Elia, in nome di Dio al quale leva la mano sinistra, benedice con l'olio il giovane inginocchiato umilmente ai suoi piedi. |
|     | Elia predice la morte di Acab           | Alessandro Franchi (disegno) | 1878      | Entrato in guerra, re Acab, ottiene alcune vittorie. Commette però un grave crimine uccidendo Nachab, un uomo che aveva una vigna vicina al suo palazzo, con lo scopo di usurpargliela. Al che Elia gli predice la morte imminente: la scena mostra il re prostrato ai piedi del profeta (I Re, 21, 21-22). Forse la più emotiva delle scene del Franchi è caratterizzata, come gli altri esagoni da lui lavorati, dai colori bianco, giallo e azzurrino usati per i mosaici, sui quali venne aggiunto il tratteggio in solchi scavati tramite l'inserimento di pece nera, secondo la tecnica tradizionale. |
|     | Acab mortalmente ferito in battaglia    | Alessandro Franchi (disegno) | 1878      | L'esagono successivo mostra il compirsi della profezia: Acab, che aveva cercato di mimetizzarsi tra i suoi soldati, è comunque colpito tra le maglie della corazza da una freccia lanciata a caso. Chiesto al cocchiere di essere portato fuori dalla mischia, la scena mostra gli ultimi istanti del re, mentre dal cocchio guarda desolato lo svolgersi della battaglia. Scrive il testo sacro: «il re fu costretto a rimanere sul suo carro di fronte ai Siri, e morì verso sera; il sangue della ferita era colato nel fondo del carro» (1 Re, 22, 35-38); cani sono infatti rappresentati mentre leccano il sangue che cola. Altra scena del Franchi, è risolta con un bilanciato ricorso all'emotività, evitando toni patetici che pure il tema poteva ispirare.                                                                                         |
|     | Elia rapito in cielo dal carro di fuoco | Alessandro Franchi (disegno) | 1878      | La conclusione delle storie di Elia è il suo rapimento in cielo su un carro di fuoco (2 Re, 2, 11). In questa, come in tutte le altre scene maggiori entro esagoni, iscrizioni entro tabelle in alto riportano il testo biblico chiarendo la dinamica degli avvenimenti narrati. Il cocchio si leva tra le fiamme nel furore dei cavalli lanciati nell'ascesa, trainati da angeli. Il profeta distende le braccia, a metà tra il sorpreso e il desideroso di conoscere l'essenza divina. Si tratta della più visionaria delle scene immaginate dal Franchi. |

### Storie di Mosé

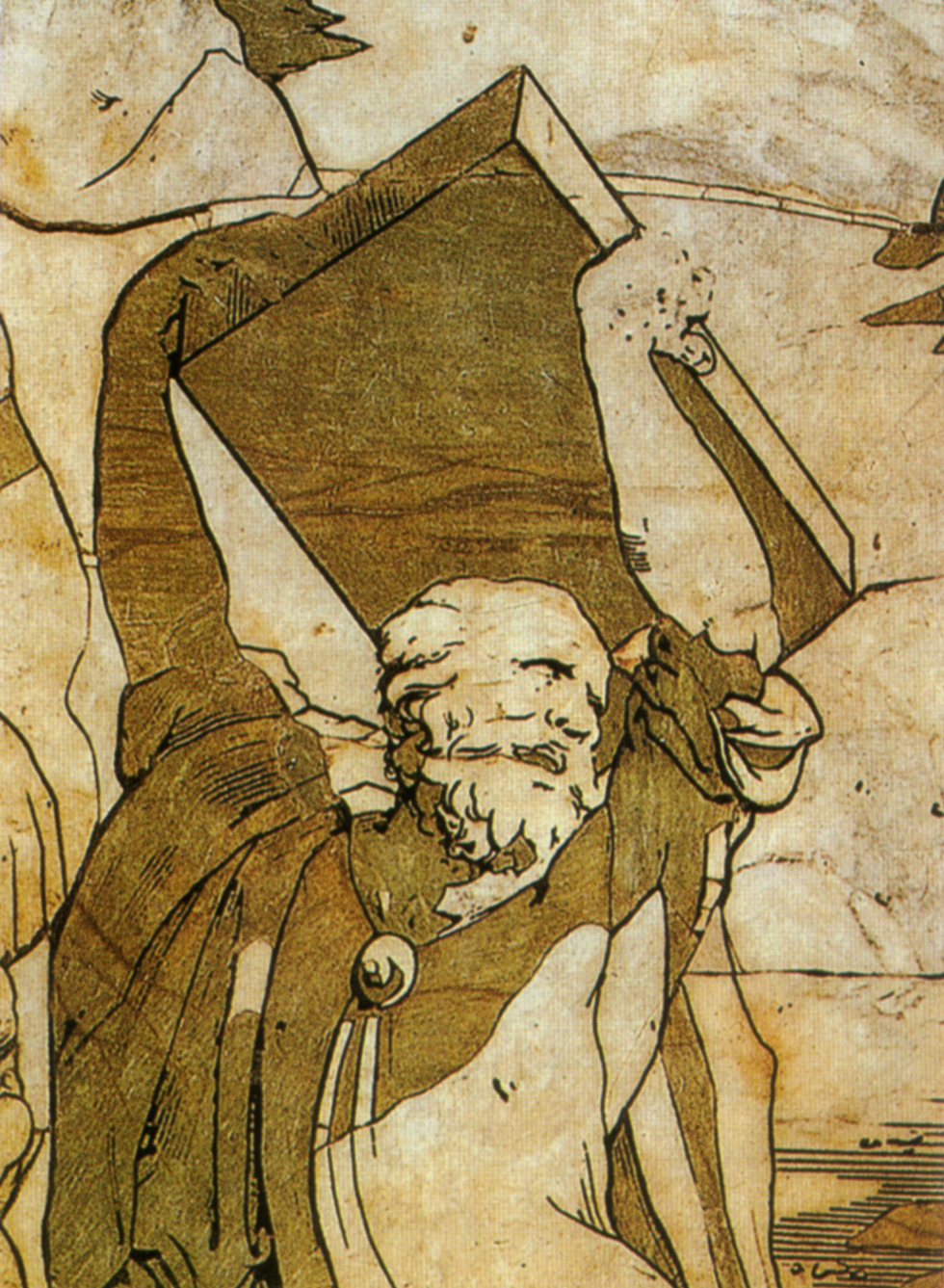
Mosè rompe le Tavole della Legge, dettaglio

Il grande riquadro sopra l'esagono centrale, posto tra la Cacciata di Erode a sinistra e la scena dell'Imperatore Sisismondo a destra, è decorato dalle Storie di Mosé, superba opera disegnata da Beccafumi, che vi lavorò dal 1525 al 1547.
Sotto il riquadro maggiore, nel quale sono composte più scene senza soluzione di continuità, si trova poi una fascia, lunga e stretta, dove è rappresentato Mosé che fa scaturire l'acqua dalla rupe di Horeb. L'opera di Beccafumi, nata nel periodo della sua piena maturità, era solo uno dei prestigiosi lavori che l'artista teneva in città in quel periodo come, tanto per restare nella cattedrale, gli affreschi dell'abside, purtroppo danneggiati dal terremoto del 1798 e oggi per lo più ridipinti o sostituiti.
L'opera di Beccafumi in questo riquadro e nella zona attorno all'altare maggiore si distingue molto da tutte le altre scene, comprese quelle realizzate in precedenza nell'esagono, per l'espediente tecnico di non eseguire più le ombre tramite il tratteggio, ma piuttosto con l'inserimento di marmi di diverse tonalità, ottenendo un effetto di grande plasticismo ed espressività, grazie alle migliori possibilità di creare effetti di luce e d'ombra e, quindi, di volume.
Queste scene destarono la più esorbitante ammirazione e l'onore degli scrittori dei secoli XVII, XVIII e inizi del XIX secolo. Anche il fregio che le circonda fu disegnato da Beccafumi.

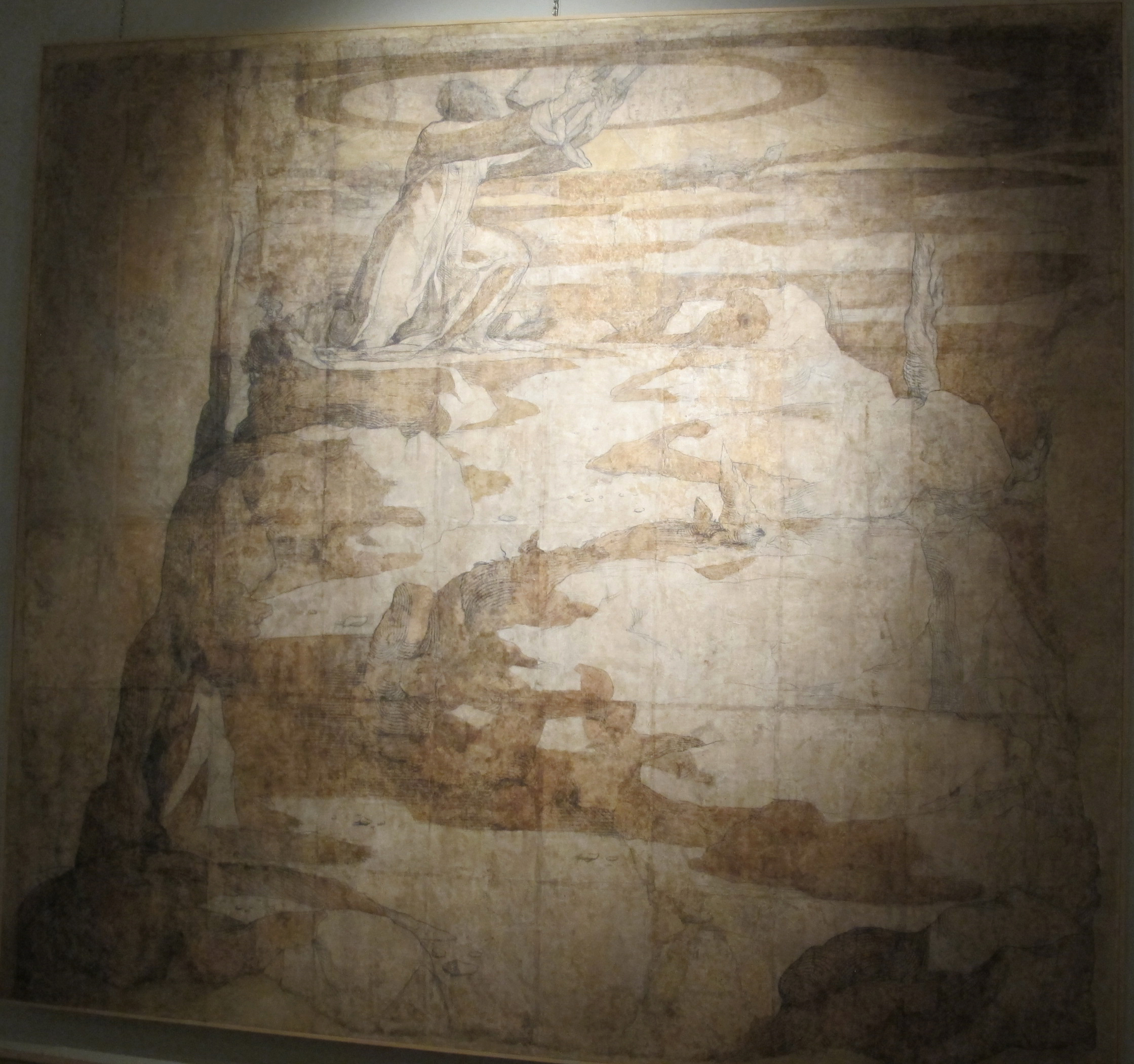
Mosè riceve le Tavole della Legge, cartone originale di Beccafumi
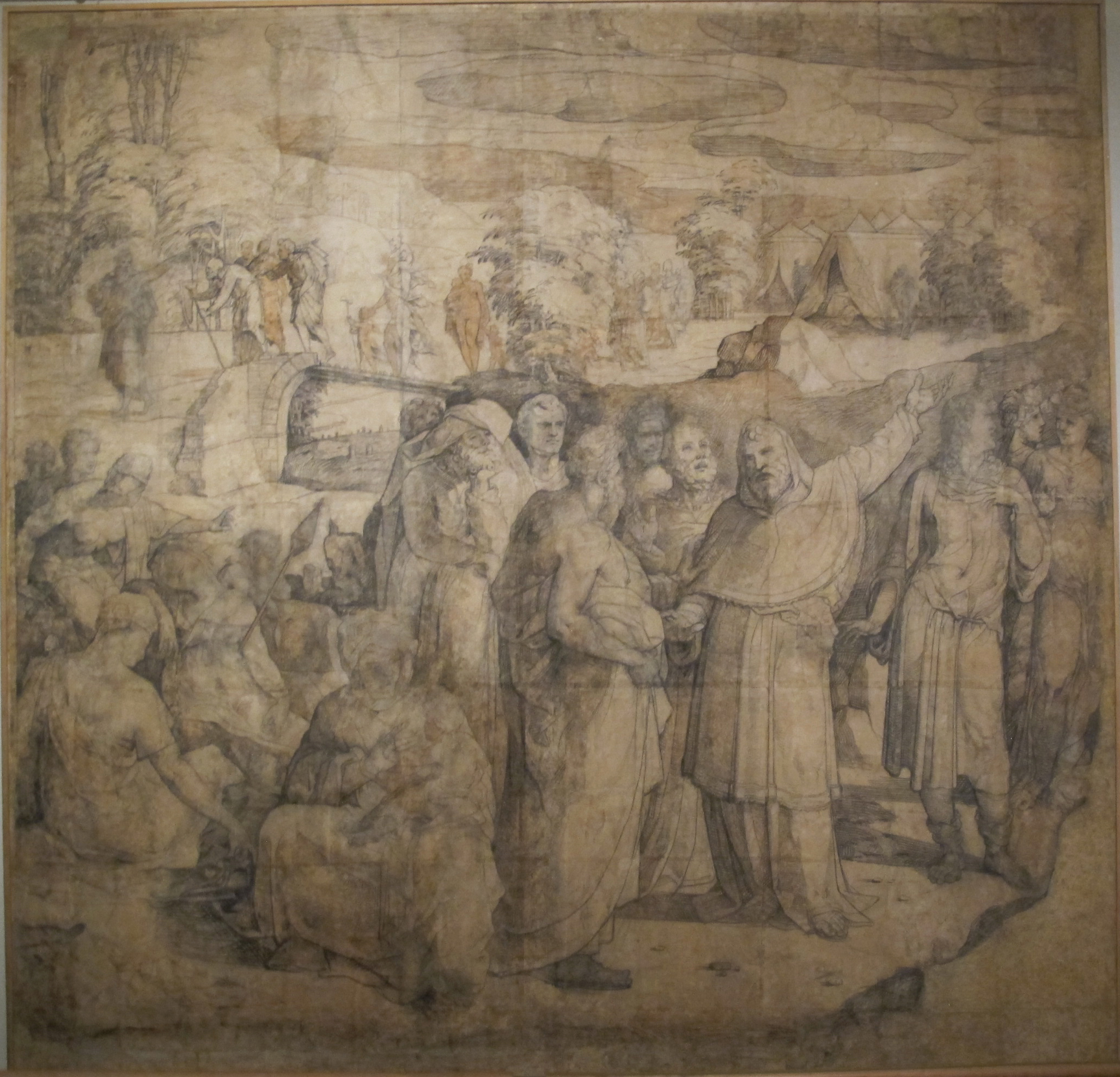
Aronne e gli Israeliti, cartone originale di Beccafumi
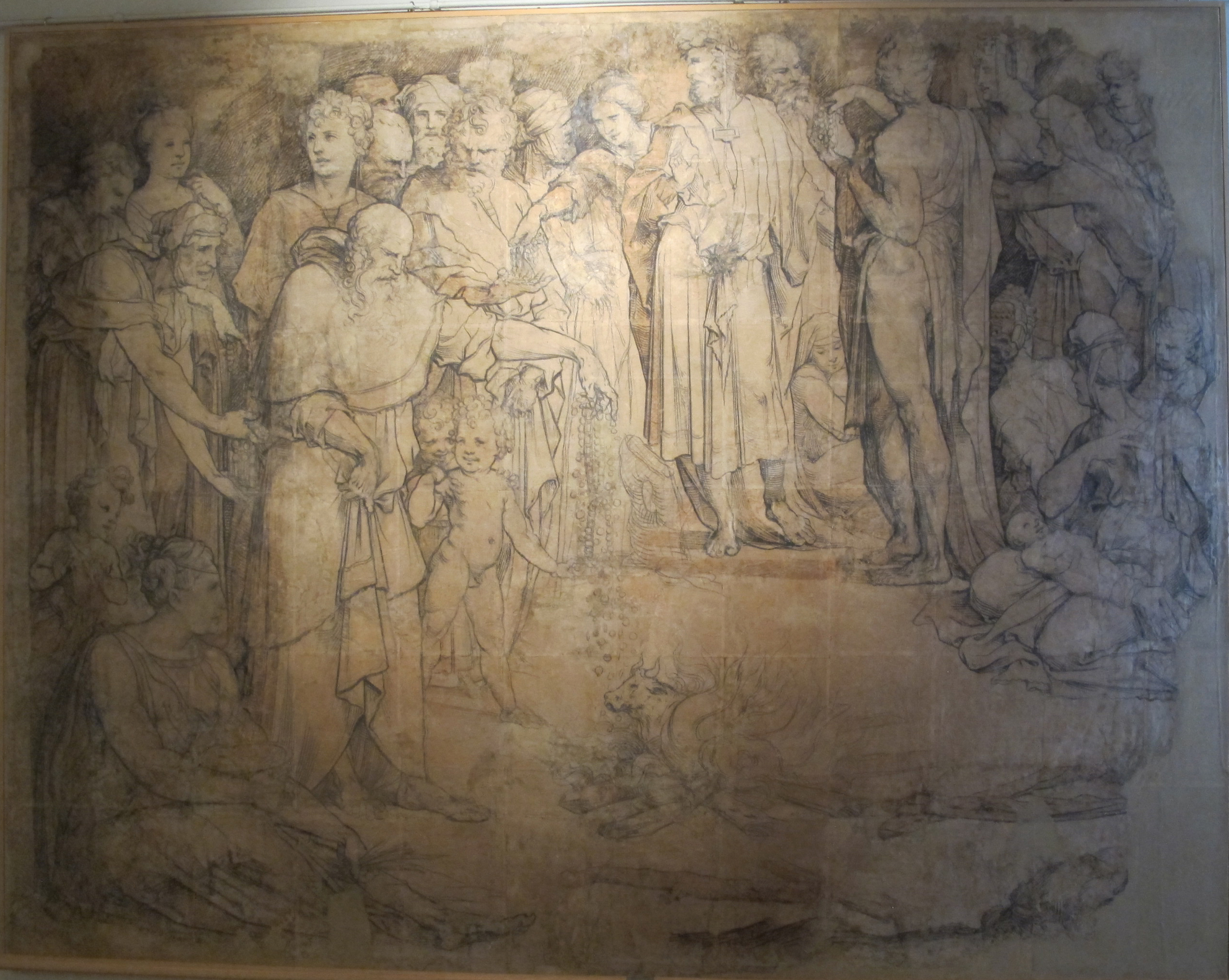
Fusione del vitello d'oro, cartone originale di Beccafumi
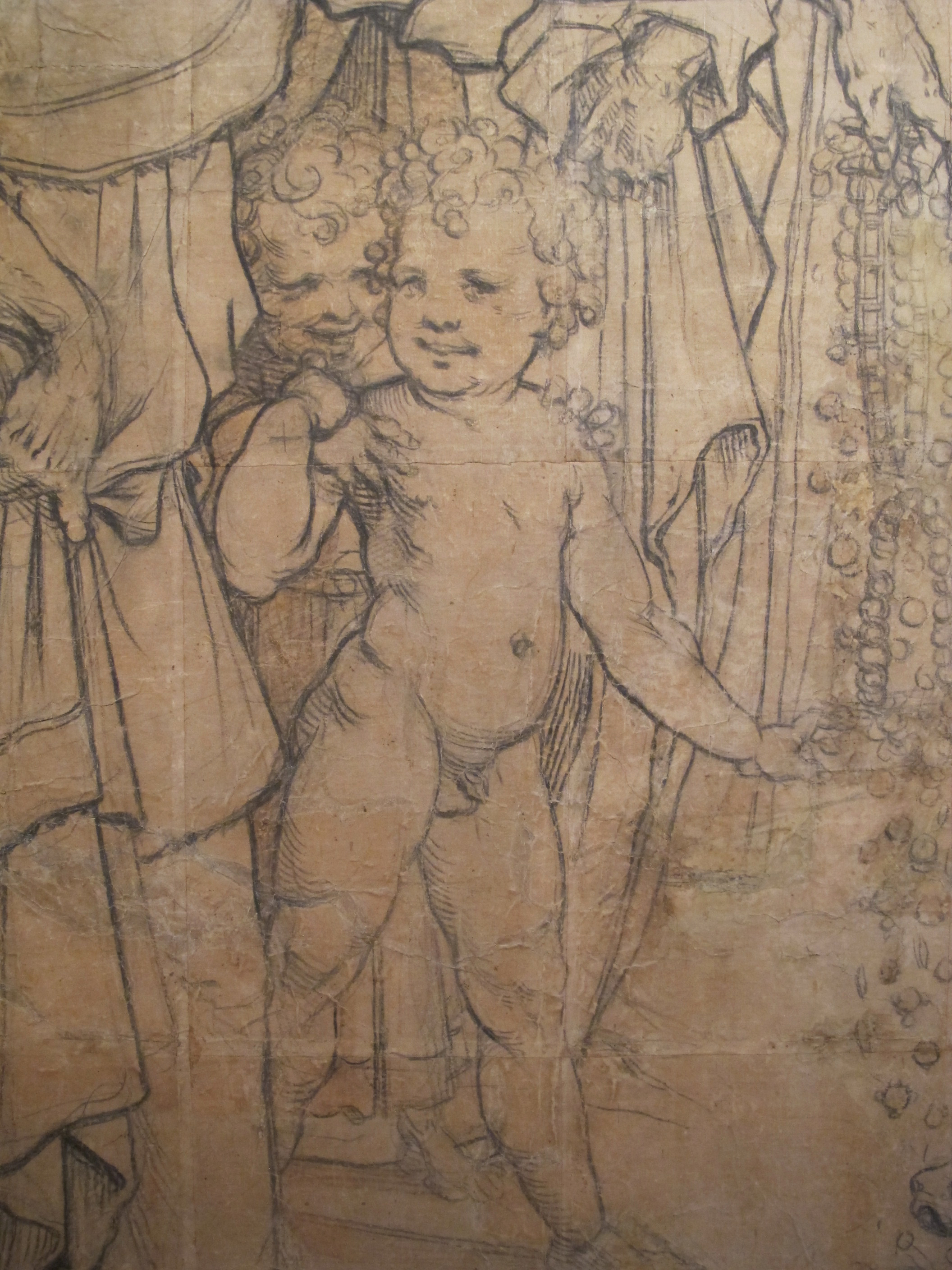
Fusione del vitello d'oro, cartone originale, dettaglio
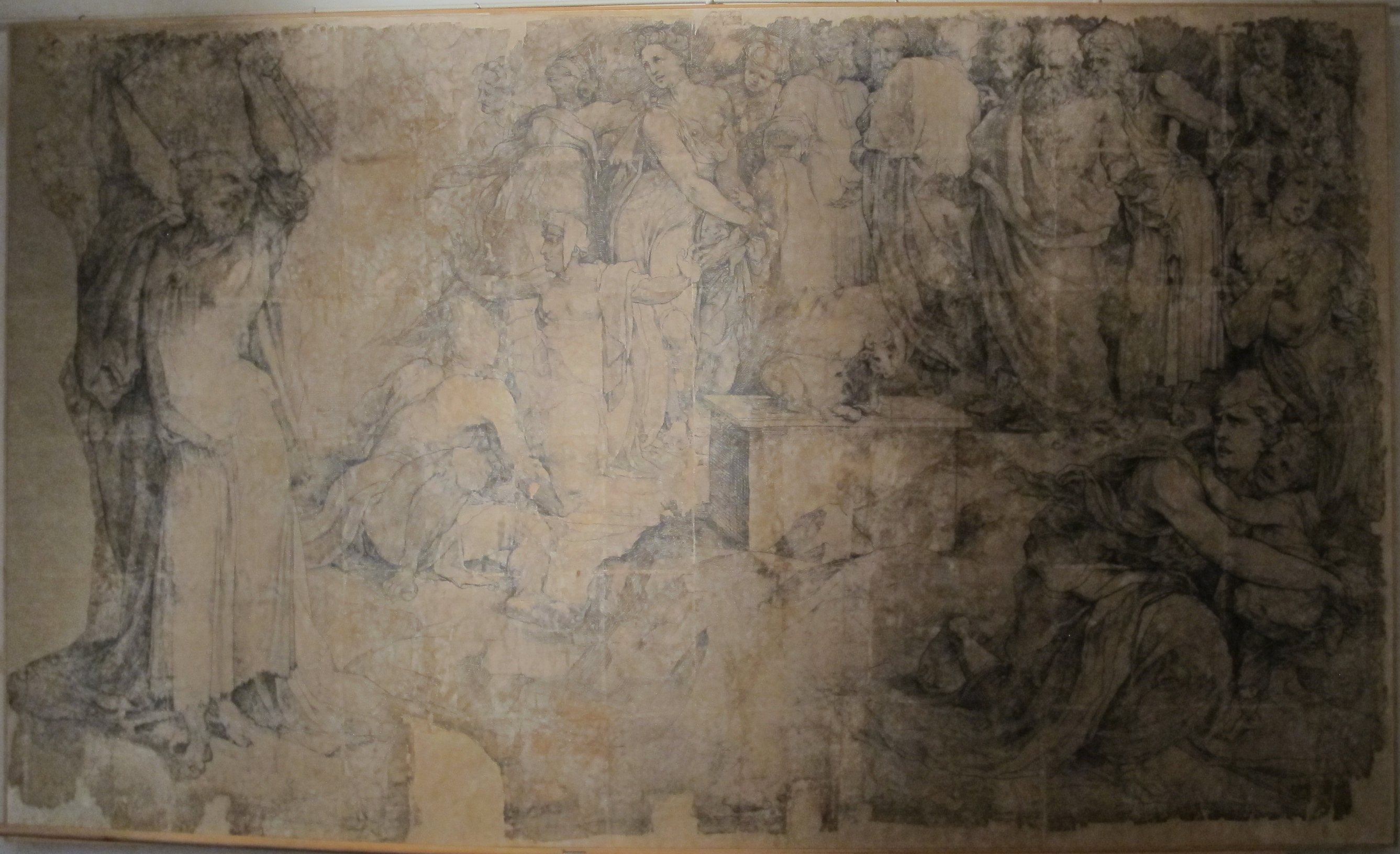
Vitello d'oro, cartone originale di Beccafumi
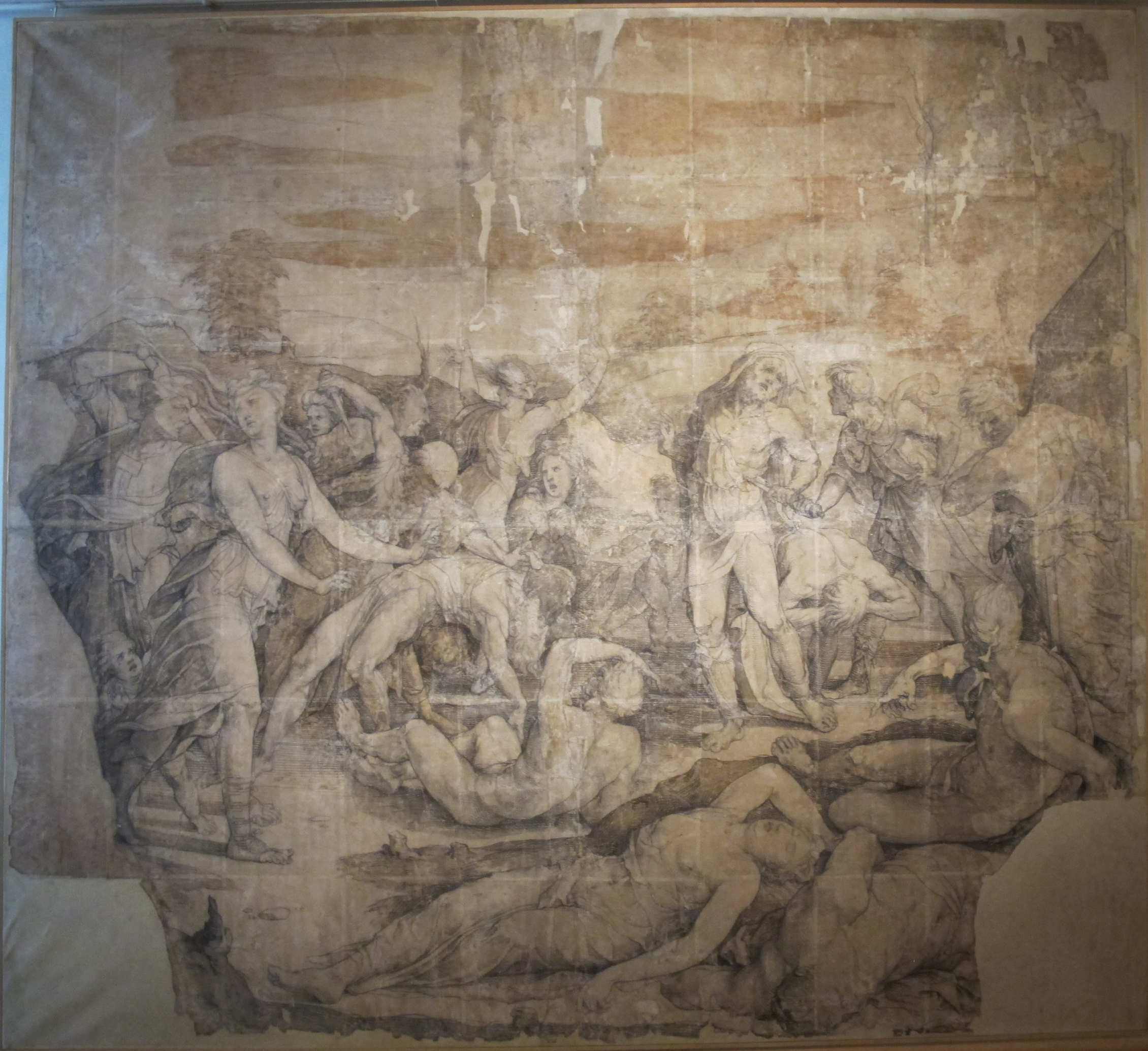
Punizione degli Israeliti, cartone originale di Beccafumi

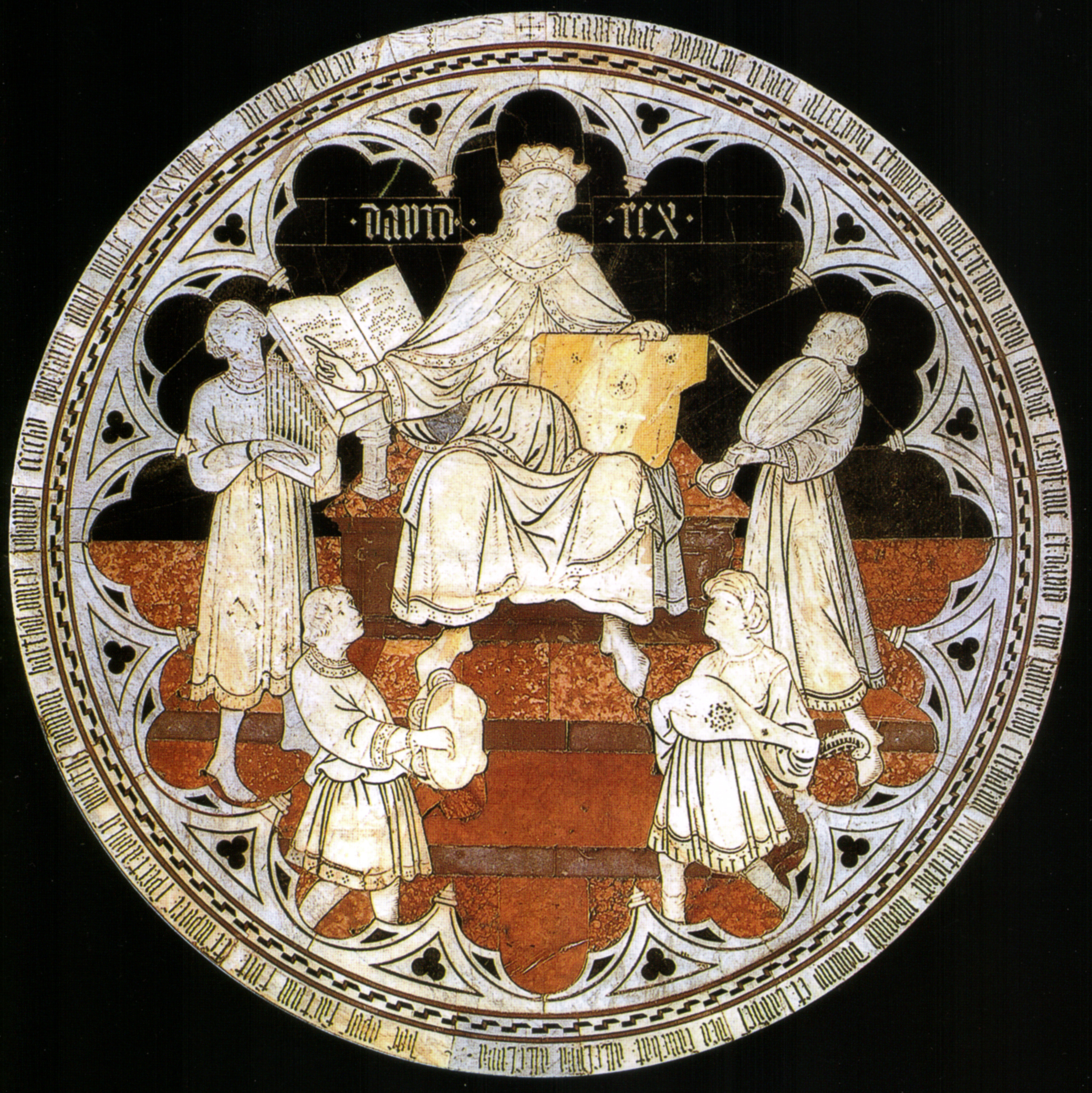
Davide salmista

| IMG | Soggetto                                      | Autore                       | Anno      | Descrizione |
| --- | --------------------------------------------- | ---------------------------- | --------- | --- |
|     | Storie di Mosè sul Sinai                      | Domenico Beccafumi (disegno) | 1531      | La storia è narrata in sei parti, integrate in un'unica grande scena. I cartoni originali si sono conservati e oggi sono esposti nella Pinacoteca nazionale di Siena, in seguito alla donazione Spannocchi. Per questo lavoro Beccafumi fu pagato 120 scudi il 30 agosto 1531, dopo una perizia di Baldassarre Peruzzi. In alto al centro, su una roccia che rappresenta il Monte Sinai, Mosé inginocchiato riceve le Tavole della Legge da un varco circolare che si apre in cielo. In basso al centro, alza le Tavole sopra la sua testa per mandarle in frantumi sul terreno. Nel frattempo infatti il popolo d'Israele gli ha disubbidito: in alto a sinistra gli Anziani d'Israele cercano di convincere Aronne, che addita la cima del monte, a dotare Israele di una nuova divinità. Ciò avviene nel registro inferiore, dove a sinistra gli israeliti rovesciano oro e gioielli sul fuoco forgiando il vitello d'oro che si vede a destra; qui il popolo lo adora, facendo infuriare Mosè che, al centro appunto, è appena sceso dal monte dove ha avuto la rivelazione divina. In alto i peccatori sono punti con la peste e muoiono tra gli spasimi (Esodo, 32, 27-28). Stilisticamente la critica ha apprezzato la particolare ampiezza di respiro della scena, riuscendo ad utilizzare anche effetti atmosferici nella difficile tecnica del commesso marmoreo, come nella parte superiori dove le nubi ruotano attorno all'apertura circolare. Il paesaggio è spoglio ed essenziale, intonato a un intenso lirismo. Le figure dimostrano un'ispirazione classicista, derivata dall'esempio di Raffaello, come nella più antica scena della Sorgente di Horeb (vedi sotto), qui però appare più forte la tensione drammatica, come nel corpo nel mezzo di un movimento di Mosè al centro dell'intera scena: il suo gesto esemplare acquista così un senso di tensione e di energia bloccata, che ricorda le creazioni michelangiolesche. |
|     | Mosé fa scaturire l'acqua dalla rupe di Horeb | Domenico Beccafumi (disegno) | 1524-1525 | Occupa la fascia lunga a stretta alla base del riquadro principale, al di sopra del lato superiore dell'esagono centrale. Mostra un'affollata scena tratta da una vicenda narrata nell'Esodo (17, 1-7), con le figure che rappresentano le varie componenti del popolo d'Israele e che si snodano in due ideali linee semicircolari, convergenti al centro, dove Mosè, tra personaggi diradati, percuote una roccia con una canna e fa sgorgare l'acqua. La scena, della quale restano i cartoni originali di Beccafumi nella Pinacoteca nazionale (databili al 1525), è caratterizzata da uno straordinario variare di pose e atteggiamenti, in contrasto con la figura solenne e monumentale di Mosè al centro. |

### Prima fascia del presbiterio
Davanti all'altare maggiore, all'altezza delle cappelle di Sant'Ansano e del Santissimo Sacramento, si trova una fascia rialzata di un gradino. Qui si trovano tre riquadri principali e quattro figure di profeti che le intervallano. Si tratta di scene derivate dall'Antico Testamento di non facile lettura, anche per lo stato di conservazione precario dei marmi, essendo una zona destinata ad essere ampiamente usata durante le funzioni liturgiche.

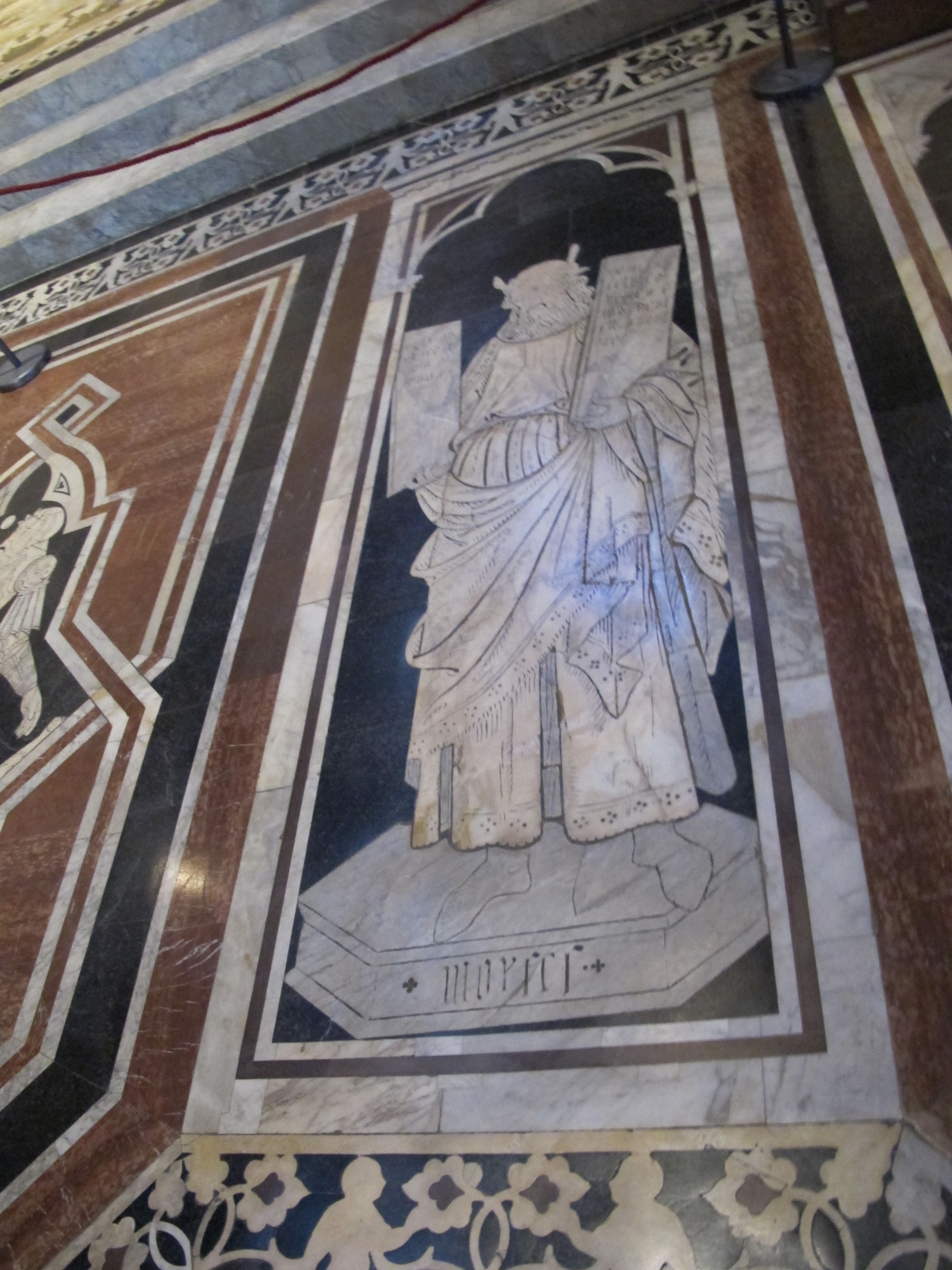
Mosè
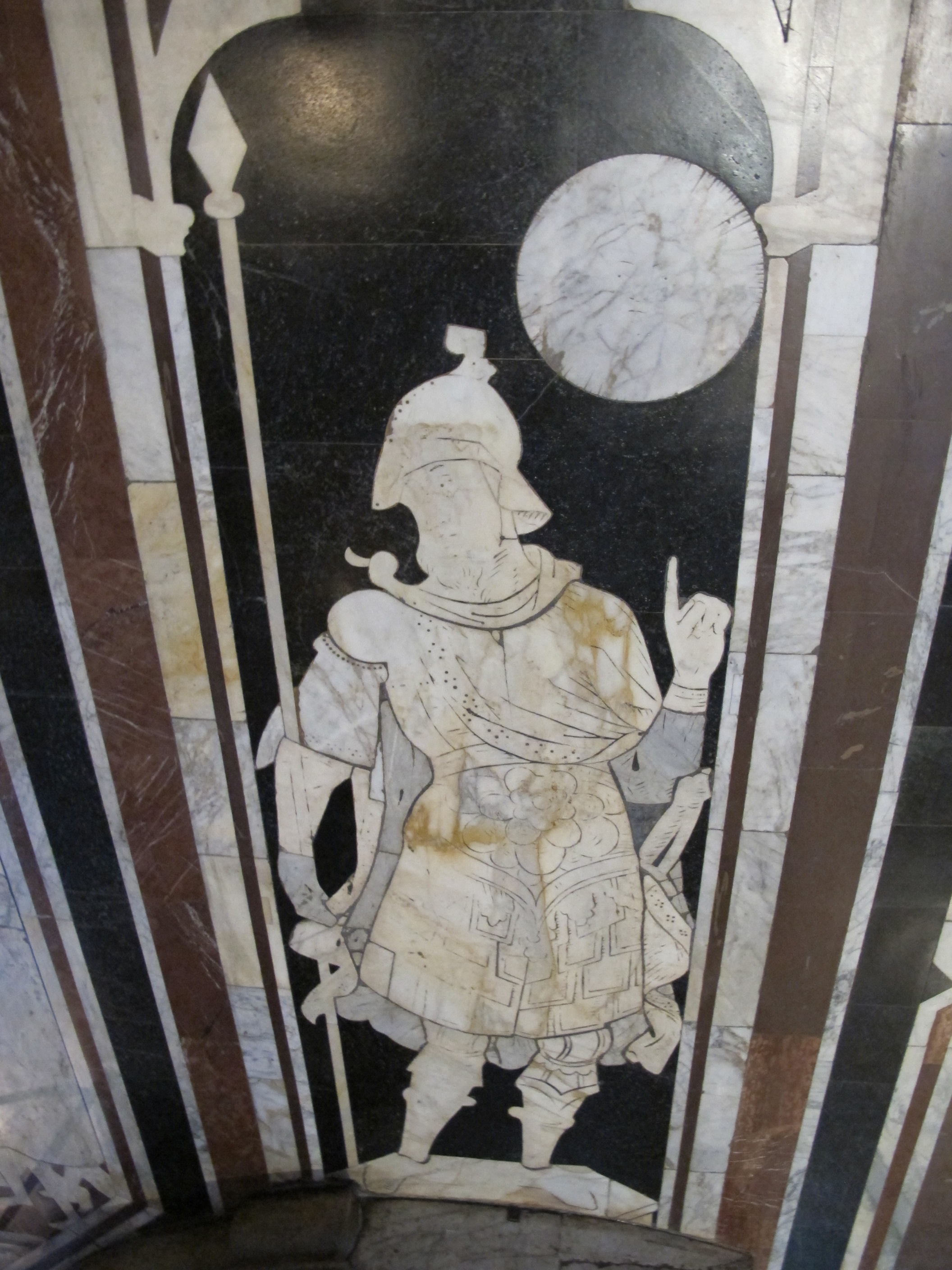
Giuda Maccabeo
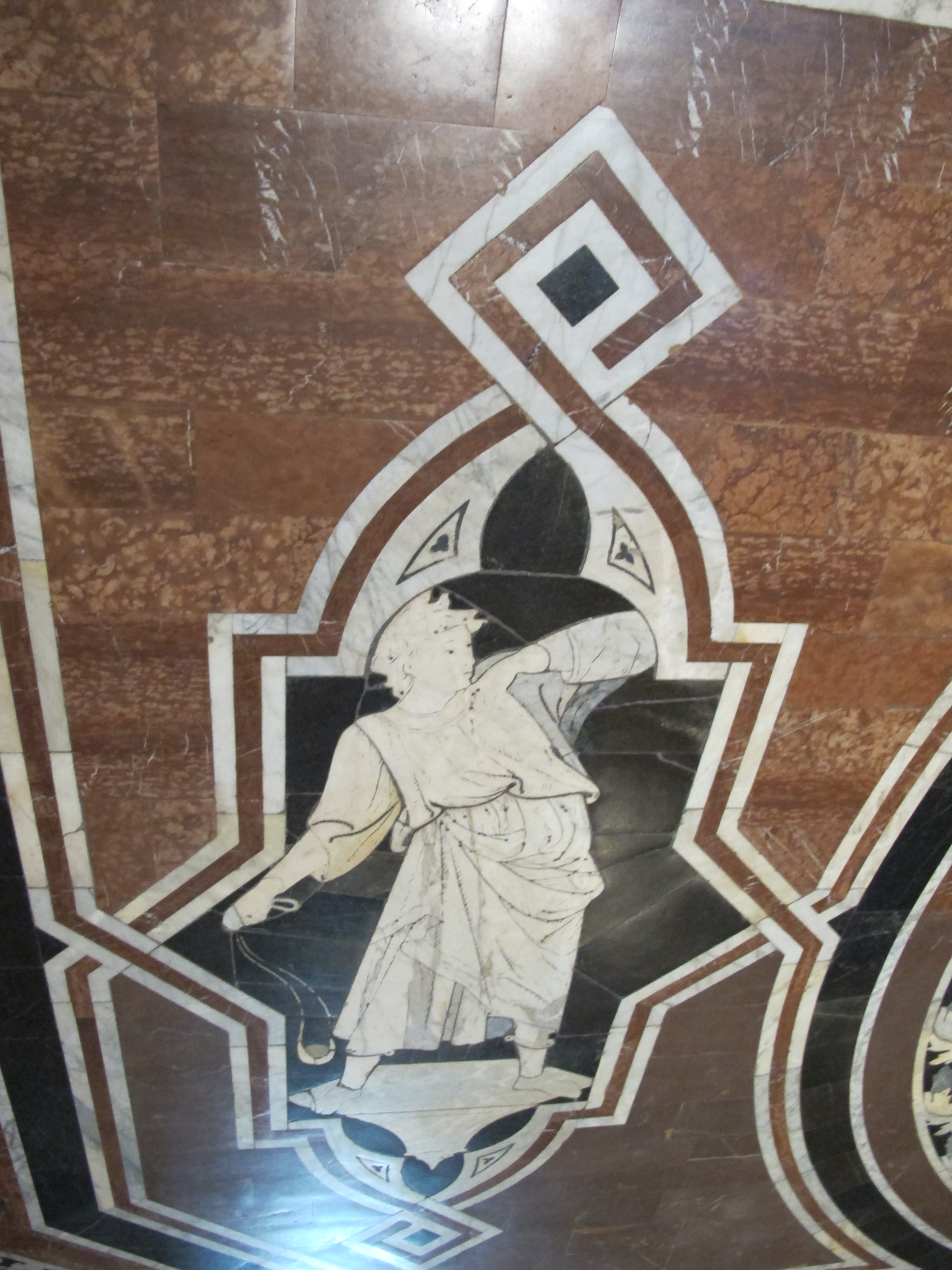
Davide fromboliere

| IMG | Soggetto                     | Autore                                                                                        | Anno       | Restauro | Descrizione |
| --- | ---------------------------- | --------------------------------------------------------------------------------------------- | ---------- | -------- | --- |
|     | Giosuè che vince gli Amorrei | Sassetta (disegno), Paolo di Martino (realizzazione)                                          | 1426       | ?        | Il primo riquadro a sinistra mostra Giosuè che vince gli Amorrei tra le figure coeve di Salomone e Giosuè. La scena venne messa in opera a partire dal 1426, quando vennero consegnati al legnaiuolo Paolo di Martino alcuni fogli "reali", probabilmente quelli pagati nello stesso anno al Sassetta; era stato fatto in passato anche il nome di Domenico di Niccolò, ma il Sassetta appare oggi come il più probabile, per le somiglianze con opere di quegli anni come la Pala dell'Arte della Lana nella chiesa di San Pellegrino alla Sapienza, anche se lo stato molto consunto della storia rende ardua qualsiasi attribuzione sicura. Giorgio Vasari fece per questa scena il nome di Duccio di Buoninsegna, ipotesi suggestiva ma improponibile alla luce della documentazione. Mostra la battaglia tra Ebrei e Amorrei inquadrata da archetti trilobati a tutto sesto. A sinistra, sopra la grotta dove si erano rifugiati, si trovano cinque re amorrei impiccati. |
|     | Storie di Davide             | Domenico di Niccolò (disegno, attr.), Bastiano di Corso e Agostino di Niccolò (realizzazione) | 1423       | 1777     | Davanti al gradino dell'altare si trova un grande riquadro tripartito dedicato alla figura di Re David. Ai lati si trovano due cornici mistilinee in cui si trovano rispettivamente le rappresentazioni di Davide fromboliere (cioè che lancia di fionda) e di Golia colpito, dal sasso appena lanciato da Davide, che cade all'indietro. È curioso il fatto che Golia presenti un buco sulla fronte, benché la pietra non lo abbia ancora raggiunto e che quest'ultima si trovi allo stesso tempo sia nella fionda di David sia sospesa davanti a Golia: si tratta quindi di una rappresentazione contemporanea di eventi successivi, così tipica dell'arte medievale. Queste figure, circondate da un nastro continuo che crea una complessa cornice, si adattano perfettamente allo spazio disponibile, che ricorda una losanga polilobata sovrapposta a un rettangolo, e sono caratterizzate da un disegno molto elegante, che Roberto Longhi non esitò ad attribuire a Jacopo della Quercia. Più probabilmente vennero create invece dal suo allievo Domenico di Niccolò, mentre la mera realizzazione è documentata, nel 1423, da parte di un certo Bastiano di Corso da Firenze con l'aiuto dello scalpellino Agostino di Niccolò. Alla stessa mano è attribuibile anche il grande medaglione al centro, con Davide salmista, cioè lo stesso Davide ormai re che si dedica alla composizione dei salmi presso un libro aperto su un leggio, accompagnato dal vibrafono e da quattro fanciulli con altrettanti strumenti musicali: organetto portatile, tamburello, liuto e viola. Essi sono disposti in maniera simmetrica su dei gradini attorno al re. Lungo la cornice, che è decorata da archetti trilobati, corre una lunga iscrizione cui una mano indica il punto di inizio. Tutte queste figure vennero ritoccate da Matteo Pini su disegno di Carlo Amidei nel 1777. |
|     | Storia di Sansone            | Sassetta (disegno, attr.)                                                                     | 1426 circa | ?        | A destra la Storia di Sansone è fiancheggiata dalle figure di Mosè e di Giuda Maccabeo. La scena, attribuibile al Sassetta come l'altra scena simmetrica vicino al transetto sinistro (analoga per tecnica e stile), è dominata dalla figura gigantesca di Sansone, che sta massacrando con la mascella d'asino in pugno i guerrieri filistei: uno lo regge col braccio, alcuni sono già abbattuti in terra e altri fuggono via sgomenti. Anche qui ricorre in alto il motivo degli archetti trilobati a tutto sesto. |

### Presbiterio e coro
Virtù cardinali

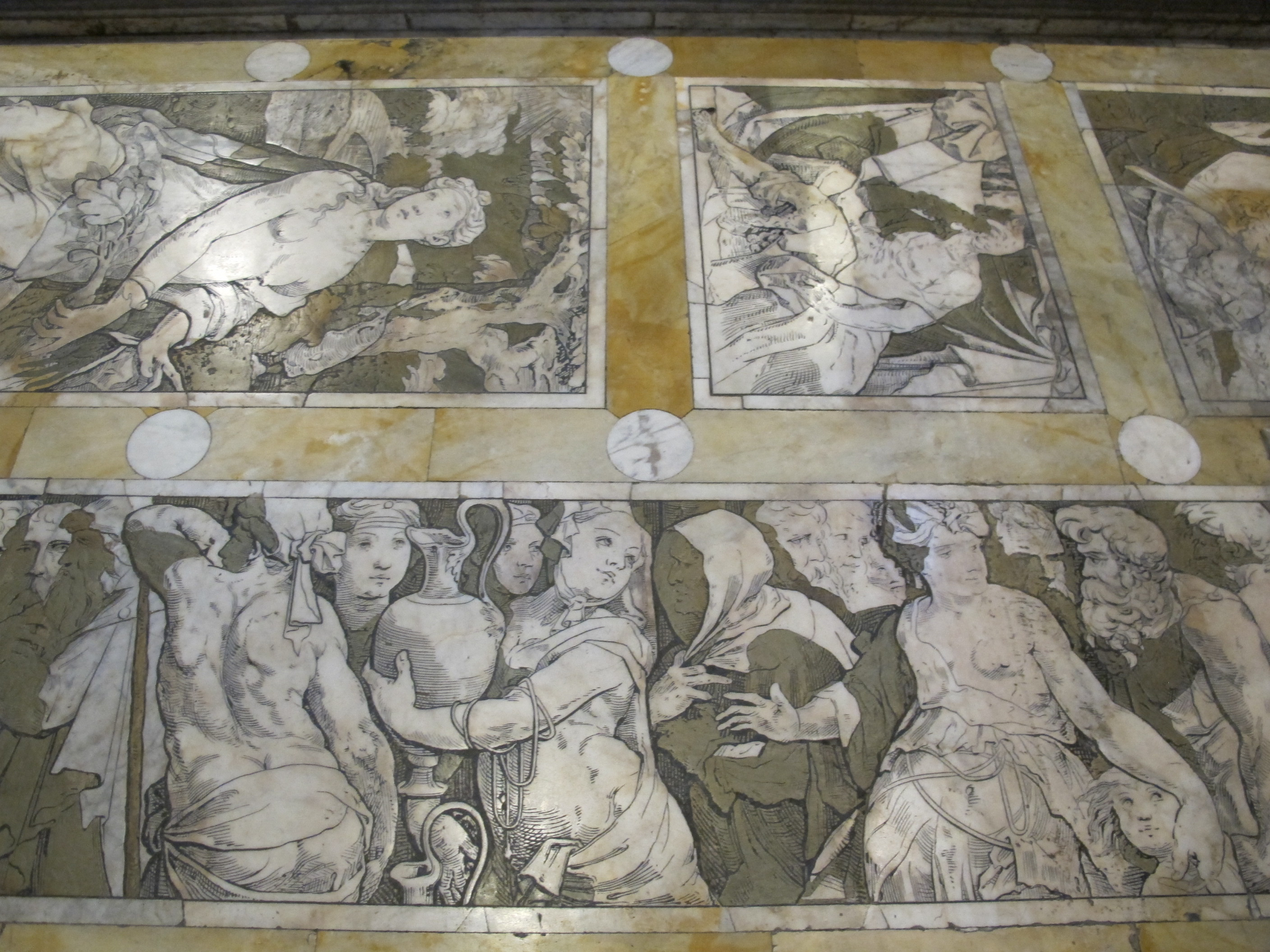
Doppio fregio, Eliseo
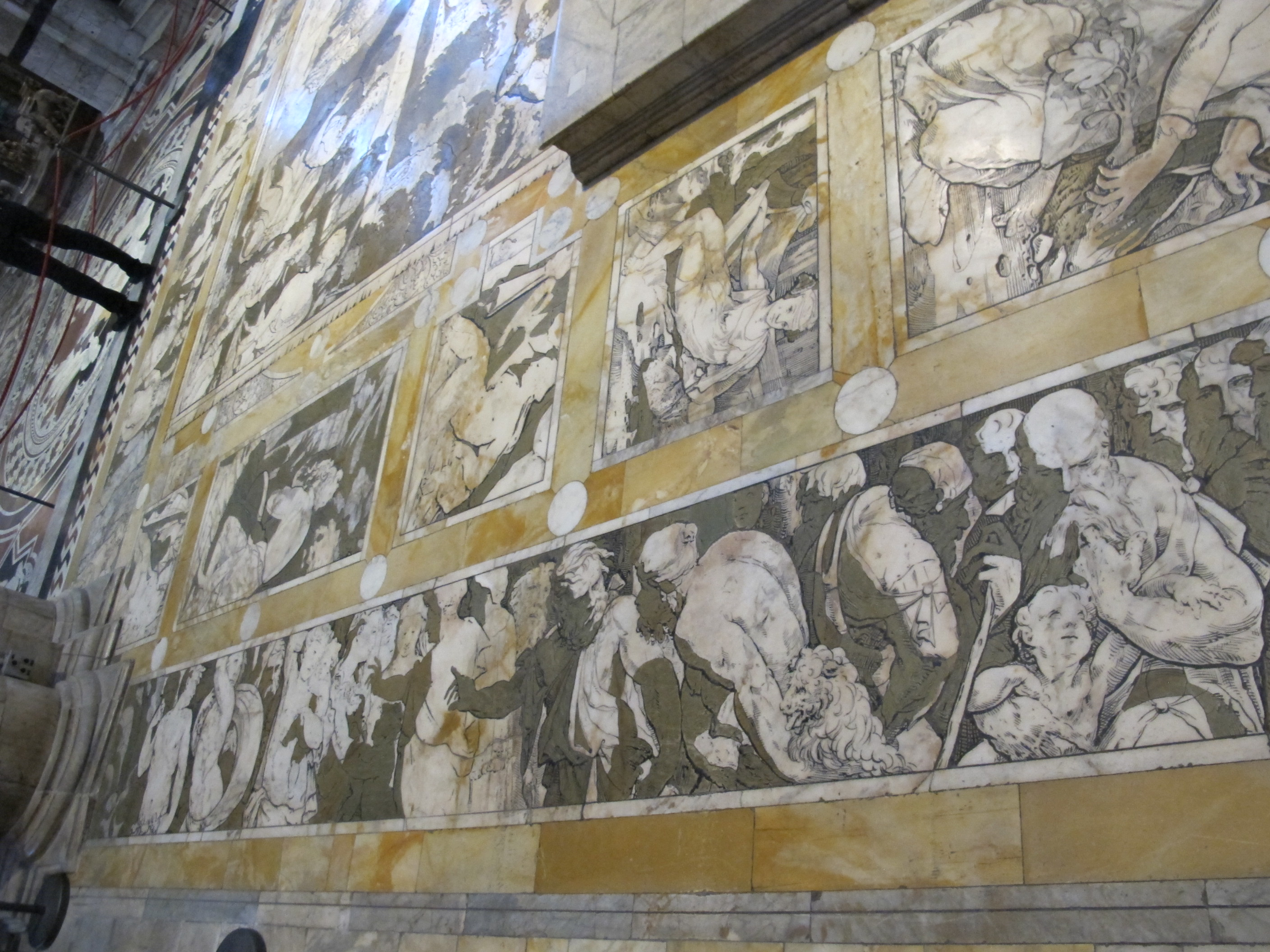
Il doppio fregio
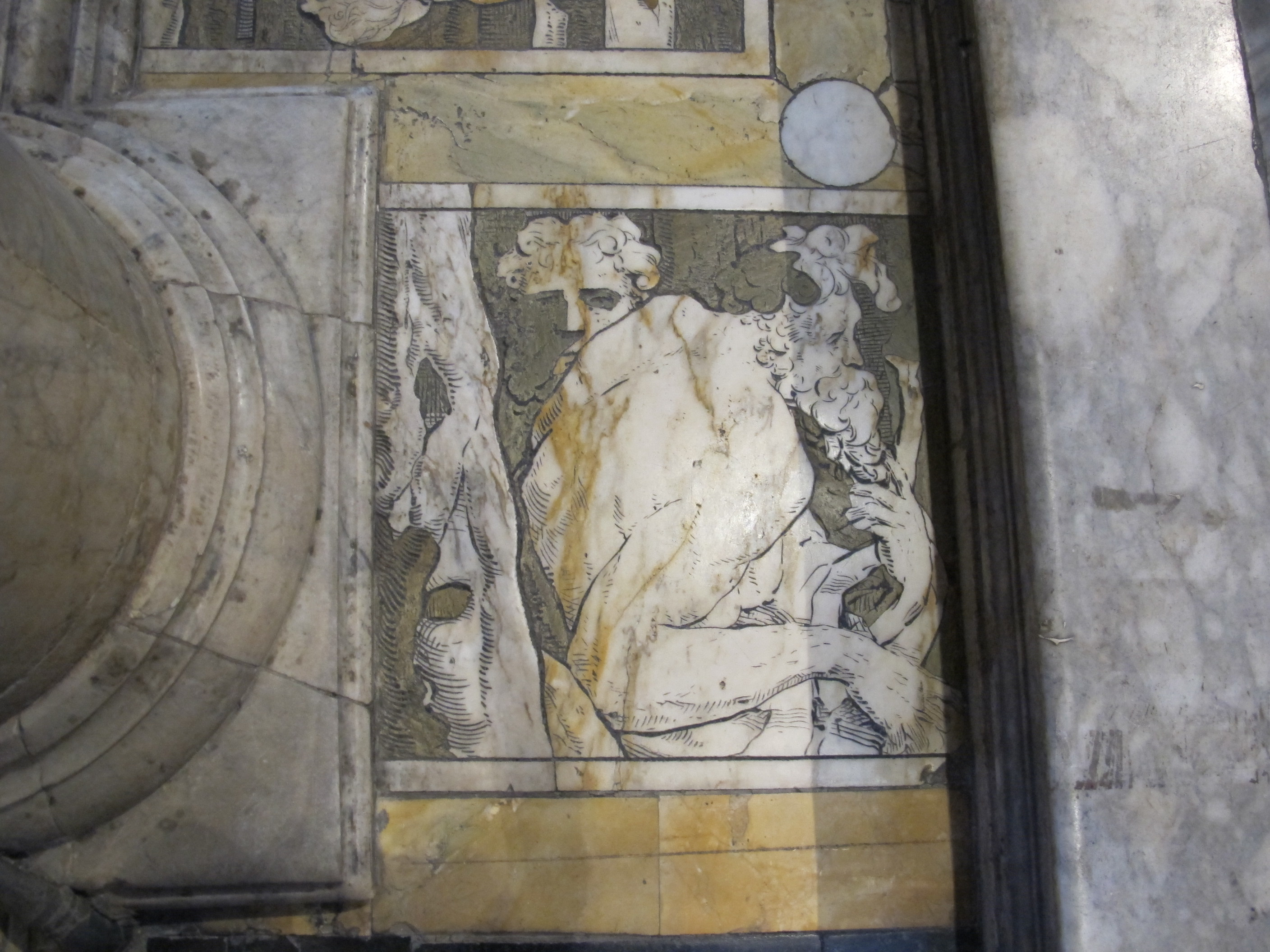
Il fregio dell'altare

| IMG | Soggetto   | Autore                | Anno | Restauro  | Descrizione |
| --- | ---------- | --------------------- | ---- | --------- | --- |
|     | Fortezza   | Martino di Bartolomeo | 1406 | 1823-1839 | Intorno all'altare, nel coro, si trova la serie dei cinque tondi con le Virtù cardinali: Fortezza, Giustizia, Misericordia, Prudenza e Temperanza. Ognuna è inserita in una cornice, fatta da una raggiera di archetti ogivali trilobati, e risalta sullo sfondo di marmo nero. Attorno ad esse si trovano motivi geometrici a effetto ottico. La Fortezza venne pagata il 13 marzo 1406 a Marchese d'Adamo da Como e compagni; è rappresentata con gli attributi tipici dello scudo, la spada nella destra e una colonna sulla sinistra. La Giustizia ha il globo e la spada sguainata. La Misericordia è di lettura difficile per la consunzione. La Prudenza ha tre teste che vigilano da ogni lato e regge un serpentello in mano. La Temperanza tiene le due anfore. La Misericordia, che si trova sull'asse della navata, è più piccola e semplice. Carli ipotizzò che tutte queste figure fossero state disegnate dal pittore senese Martino di Bartolomeo, legato a Jacopo della Quercia. Il rifacimento delle Virtù risale al 1823-1839. |
|     | Giustizia  | Martino di Bartolomeo | 1406 | 1823-1839 | Intorno all'altare, nel coro, si trova la serie dei cinque tondi con le Virtù cardinali: Fortezza, Giustizia, Misericordia, Prudenza e Temperanza. Ognuna è inserita in una cornice, fatta da una raggiera di archetti ogivali trilobati, e risalta sullo sfondo di marmo nero. Attorno ad esse si trovano motivi geometrici a effetto ottico. La Fortezza venne pagata il 13 marzo 1406 a Marchese d'Adamo da Como e compagni; è rappresentata con gli attributi tipici dello scudo, la spada nella destra e una colonna sulla sinistra. La Giustizia ha il globo e la spada sguainata. La Misericordia è di lettura difficile per la consunzione. La Prudenza ha tre teste che vigilano da ogni lato e regge un serpentello in mano. La Temperanza tiene le due anfore. La Misericordia, che si trova sull'asse della navata, è più piccola e semplice. Carli ipotizzò che tutte queste figure fossero state disegnate dal pittore senese Martino di Bartolomeo, legato a Jacopo della Quercia. Il rifacimento delle Virtù risale al 1823-1839. |
|     | Prudenza   | Martino di Bartolomeo | 1406 | 1823-1839 | Intorno all'altare, nel coro, si trova la serie dei cinque tondi con le Virtù cardinali: Fortezza, Giustizia, Misericordia, Prudenza e Temperanza. Ognuna è inserita in una cornice, fatta da una raggiera di archetti ogivali trilobati, e risalta sullo sfondo di marmo nero. Attorno ad esse si trovano motivi geometrici a effetto ottico. La Fortezza venne pagata il 13 marzo 1406 a Marchese d'Adamo da Como e compagni; è rappresentata con gli attributi tipici dello scudo, la spada nella destra e una colonna sulla sinistra. La Giustizia ha il globo e la spada sguainata. La Misericordia è di lettura difficile per la consunzione. La Prudenza ha tre teste che vigilano da ogni lato e regge un serpentello in mano. La Temperanza tiene le due anfore. La Misericordia, che si trova sull'asse della navata, è più piccola e semplice. Carli ipotizzò che tutte queste figure fossero state disegnate dal pittore senese Martino di Bartolomeo, legato a Jacopo della Quercia. Il rifacimento delle Virtù risale al 1823-1839. |
|     | Temperanza | Martino di Bartolomeo | 1406 | 1823-1839 | Intorno all'altare, nel coro, si trova la serie dei cinque tondi con le Virtù cardinali: Fortezza, Giustizia, Misericordia, Prudenza e Temperanza. Ognuna è inserita in una cornice, fatta da una raggiera di archetti ogivali trilobati, e risalta sullo sfondo di marmo nero. Attorno ad esse si trovano motivi geometrici a effetto ottico. La Fortezza venne pagata il 13 marzo 1406 a Marchese d'Adamo da Como e compagni; è rappresentata con gli attributi tipici dello scudo, la spada nella destra e una colonna sulla sinistra. La Giustizia ha il globo e la spada sguainata. La Misericordia è di lettura difficile per la consunzione. La Prudenza ha tre teste che vigilano da ogni lato e regge un serpentello in mano. La Temperanza tiene le due anfore. La Misericordia, che si trova sull'asse della navata, è più piccola e semplice. Carli ipotizzò che tutte queste figure fossero state disegnate dal pittore senese Martino di Bartolomeo, legato a Jacopo della Quercia. Il rifacimento delle Virtù risale al 1823-1839. |

Primo fregio dell'altareI lati destro, sinistro e verso la navata dell'altare sono decorati da una doppia fascia di tarsie marmoree, che nel lato frontale ingloba anche la grande scena del Sacrificio di Isacco; sono tutte opere disegnate dal Beccafumi, per le quali venne pagato il 2 maggio 1544. Il doppio fregio è composto da una fascia, quella interna, decorata da scene bibliche, spesso ridotte a singole rappresentazioni di personaggi. Si tratta di figurazioni suggestive, ma spesso di difficile interpretazione per la scarsità di riferimenti iconografici. Immaginando di guardare le scene dall'altro, procedendo dall'alto verso il basso e da sinistra verso destra, in senso orario, si incontrano:
1. Il vecchio Tobia con il figlio Tobiolo e l'arcangelo Raffaele, oltre all'immancabile cagnolino
2. Una donna che rappresenta la Carità o una Sibilla
3. Adamo inginocchiato, in un riquadro più grande
4. Un profeta che guarda attentamente il cielo di spalle
5. Un'altra donna seduta che tiene in mano un libro, forse una Sibilla
6. Sacrificio d'Abele: questa scena è citata nei pagamenti del 1544
7. Un'altra donna seduta con un bambino
8. Il sacrificio di Melchisedech, pendant con quello di Abele
9. Una donna seduta con un bambino, forse una Sibilla sdraiata
10. Eva in ginocchio, in pendant con quello d'Adamo, che la critica considera la migliore del fregio, tanto da essere attribuita addirittura da alcuni al Sodoma, ipotesi difficilmente confermabile
11. Un profeta con un libro aperto davanti
12. Eliseo che resuscita il figlio della Sunamita

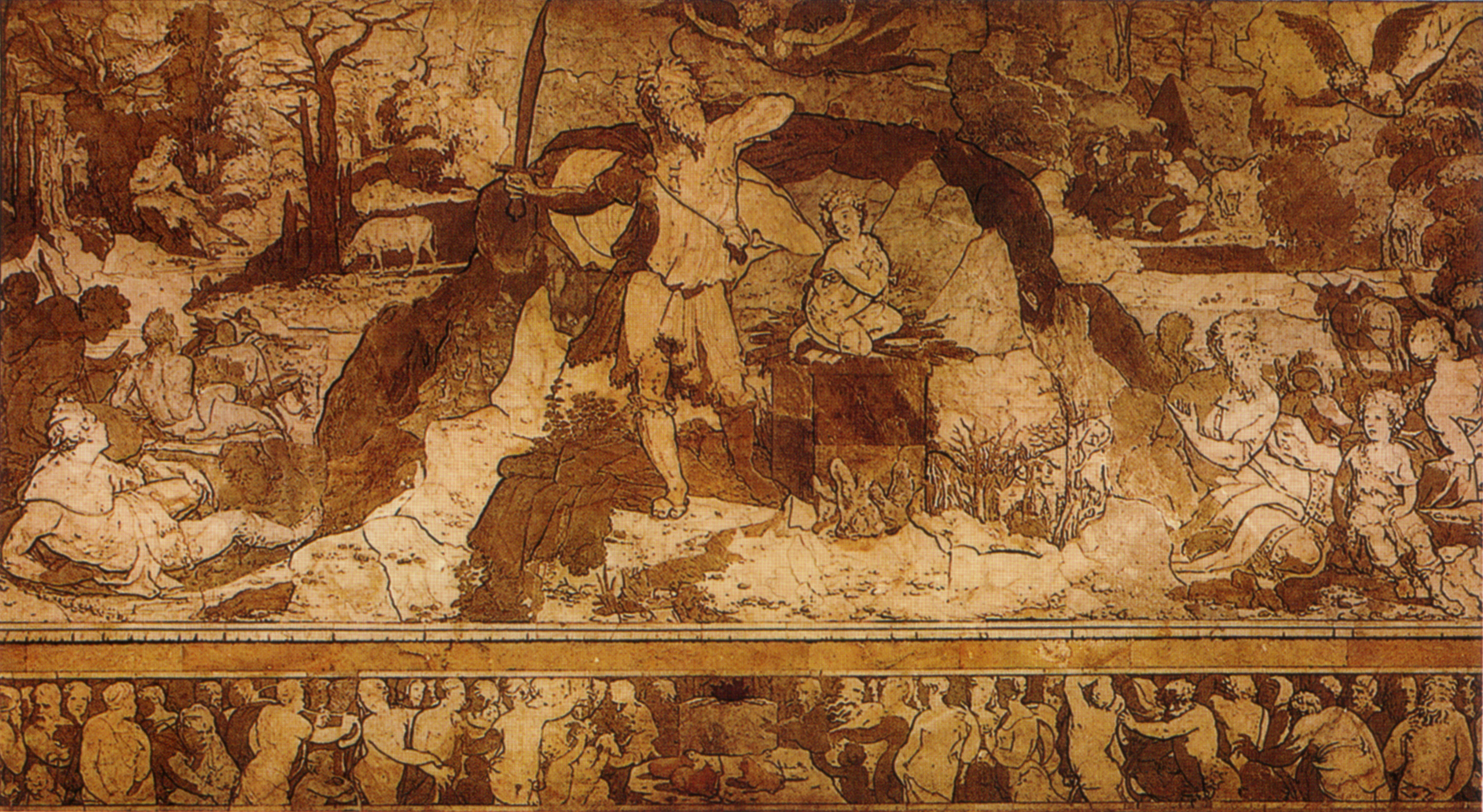
Beccafumi, Sacrificio di Isacco (1547) e parte centrale della Marcia del popolo ebraico verso la terra promessa (1544)

Marcia del popolo ebraico verso la terra promessa
Attorno al fregio a riquadri se ne trova un altro a figure continue, spezzate in tre tronconi (uno per lato), che mostra una movimentata processione composta d'uomini e donne d'ogni età, dagli accesi contrasti luministici, che rappresentano probabilmente i figli d'Israele in cerca della terra promessa. Essi convergono verso un altare sacrificale, al centro in basso, segnando la conclusione ideale delle Storie di Mosè.
Sacrificio di IsaccoIl ciclo pavimentale ha la sua conclusione ideale nel Sacrificio di Isacco, pagato al Beccafumi il 25 febbraio 1547. Dio vuole mettere alla prova Abramo, e per fare ciò gli ordina di prendere il suo unico figlio, Isacco, e di dirigersi verso il monte Moria per sacrificarlo. Quando tutto è pronto, l'angelo del Signore interviene per fermare Abramo che scorge lì vicino un montone impigliato in un cespuglio. Sarà la bestia ad essere sacrificata al posto del fanciullo. L'episodio si conclude con il rinnovamento della promessa fatta ad Abramo di moltiplicare la sua discendenza come le stelle del cielo e la rena sulla spiaggia del mare. La scena venne disegnata senza una dominanza dell'elemento umano, come nelle altre, ma anzi l'ambiente ha un ruolo importante, con gli squarci paesistici visionari, dominati da alberi contorti, quasi zig-zaganti, o da notazioni di vivo realismo, come l'asino col basto sulla destra. La scena ha un andamento a spirale, con l'annuncio dell'angelo ad Abramo in alto a sinistra, l'indicazione del luogo del sacrificio a sinistra, il sacrificio al centro.

## Note

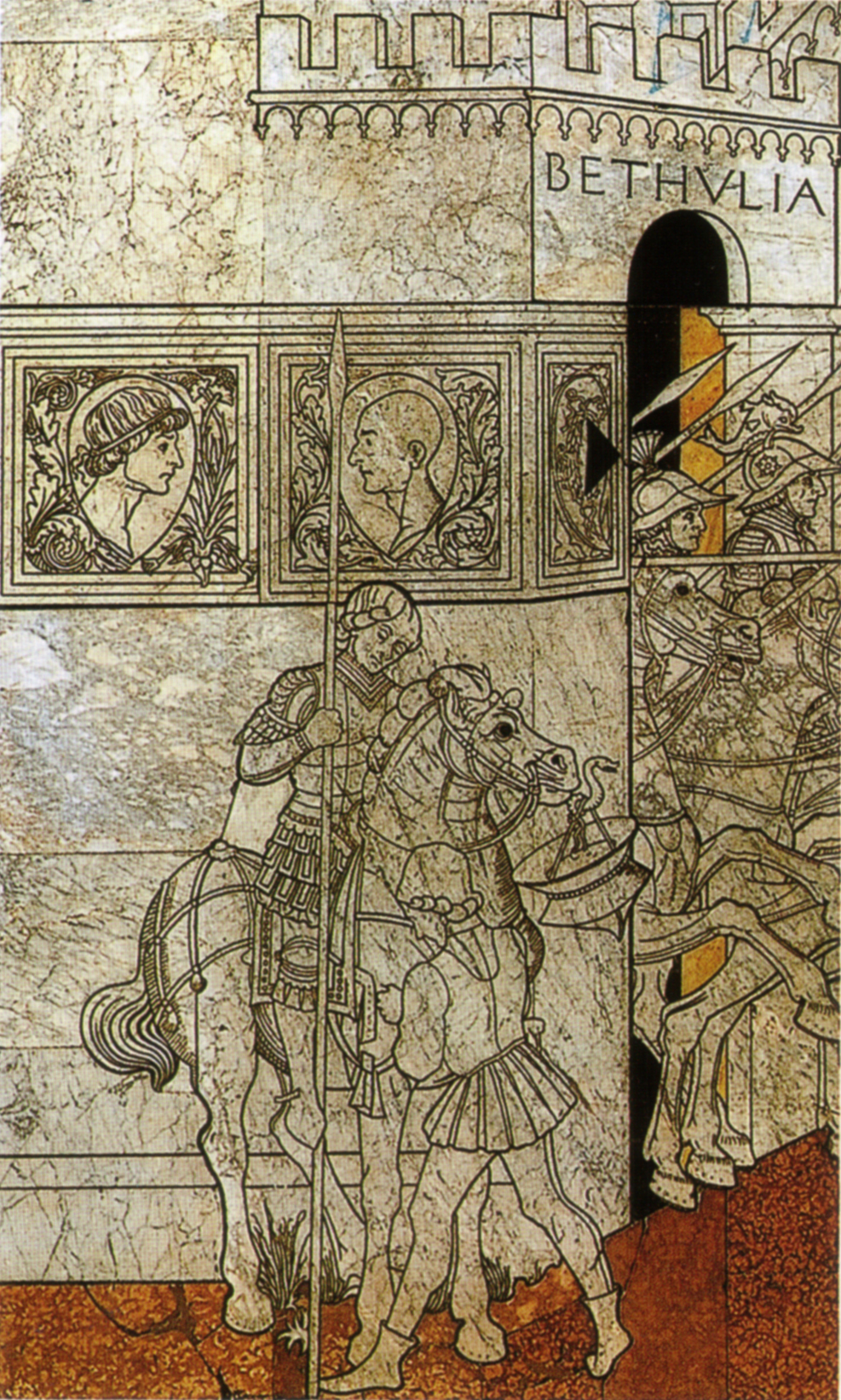
Francesco di Giorgio, Storie di Giuditta (1473), dettaglio